# Iwonicz-Zdrój
Iwonicz-Zdrój – miasto w województwie podkarpackim, w powiecie krośnieńskim, siedziba gminy miejsko-wiejskiej Iwonicz-Zdrój.
Leży w historycznej ziemi sanockiej. Iwonicz-Zdrój to jedno z najstarszych polskich uzdrowisk, znane od 1578.
Według danych GUS z 1 stycznia 2024 r. miasto liczyło 1540 mieszkańców, będąc 48. najludniejszym miastem w województwie.

## Geografia

### Położenie
Miasto położone w Beskidzie Niskim, w dolinie Iwonickiego Potoku, na wysokości 410 m n.p.m.

#### Otoczone wzniesieniami
- od strony wschodniej: Piekliska (447 m n.p.m.), Borowinowa (506 m n.p.m.), Glorieta (550 m n.p.m.), Wólecka (Uhliska) (611 m n.p.m.) w grzbiecie Przymiarek
- od strony zachodniej Ispak (483 m n.p.m.), Winiarska (528 m n.p.m.), Przedziwna (553 m n.p.m.), Żabia (555 m n.p.m.)

### Środowisko naturalne
Iwonicz-Zdrój leży we Wschodniobeskidzkim Obszarze Chronionego Krajobrazu. Centrum uzdrowiska otoczone jest bukowo-jodłowym lasem o bogatym podszyciu.
- Pomniki przyrody

1. Źródło Bełkotka (aleja Wincentego Pola).
2. Dąb szypułkowy (Plac Wojciecha Oczki).
3. Jodły pospolite (5 szt. okolice Bełkotki).
4. Miłorząb japoński (aleja Wincentego Pola).
5. Lipa drobnolistna Iwonicka Hydra (zbocza góry Przedziwnej)

Na terenie miasta znajdują się liczne źródła lecznicze, a także odwierty solanek jodobromowych są także wody siarczkowe.

## Toponimia
Według Encyklopedii Katolickiej: nazwa XIV-wiecznej osady Iwonicz wiąże się z wczesnym kultem św. Iwona w Polsce. Etymologicznie nazwa wsi wywodzi się od imienia Iwo czy też bardziej popularnej w średniowieczu formy Iwan, nie należy jej jednak wiązać z osobą bretońskiego prawnika i świętego. Legendę o erekcji kościoła parafialnego w Iwoniczu przez biskupa krakowskiego Iwona Odrowąża uwiecznił na obrazie Jan Matejko. Obraz ten przeznaczony był do nowo budowanej kaplicy zdrojowej;. W czasach autonomii galicyjskiej (w XIX wieku) nastąpił gwałtowny rozwój uzdrowiska, oraz dodano w celach reklamowych człon nazwy Zdrój, niem. Bad, w niemieckojęzycznej prasie medycznej Iwonicz występuje w tym czasie pod nazwami niem. Iwonitz-Bad lub Iwonicz-Bad.

## Archeologia
Ślady działalności człowieka na tych terenach sięgają okresu neolitu (4000–2000 lat p n.e). Dowodem tego są półfabrykaty narzędzi kamiennych, znalezione na wschód od zabudowań miejscowości. Na wzgórzach, na zachód od doliny Iwonickiego Potoku, odkryto ślady osady z okresu kultury łużyckiej. Na polach i w parku dworskim znaleziono monety rzymskie, miecz, podkowę i pierścień rzymskiego legionisty. W 1989 r. w obrębie cmentarza cholerycznego odkryto ślady osady obronnej z okresu rzymskiego z okresu II-IV w. Niedaleko, bo w dzielnicy Przybyłówka, przy drodze do Lasu Grabińskiego, znajdowała się osada wczesnośredniowieczna z XIII stulecia. Znaleziska archeologiczne, choć liczne nie przesądzają o ciągłości osadnictwa.

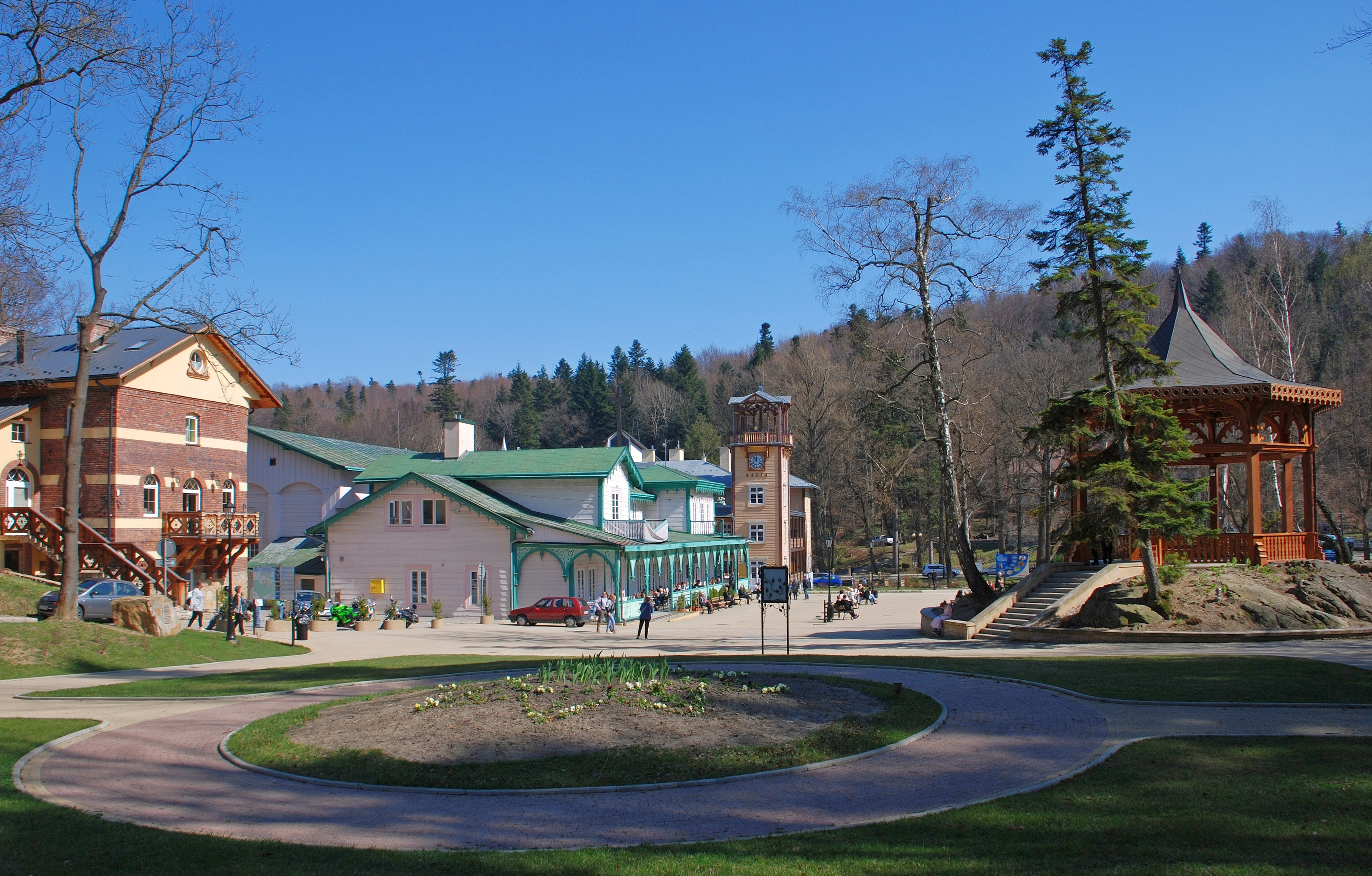
Widok na centrum z parku zdrojowego
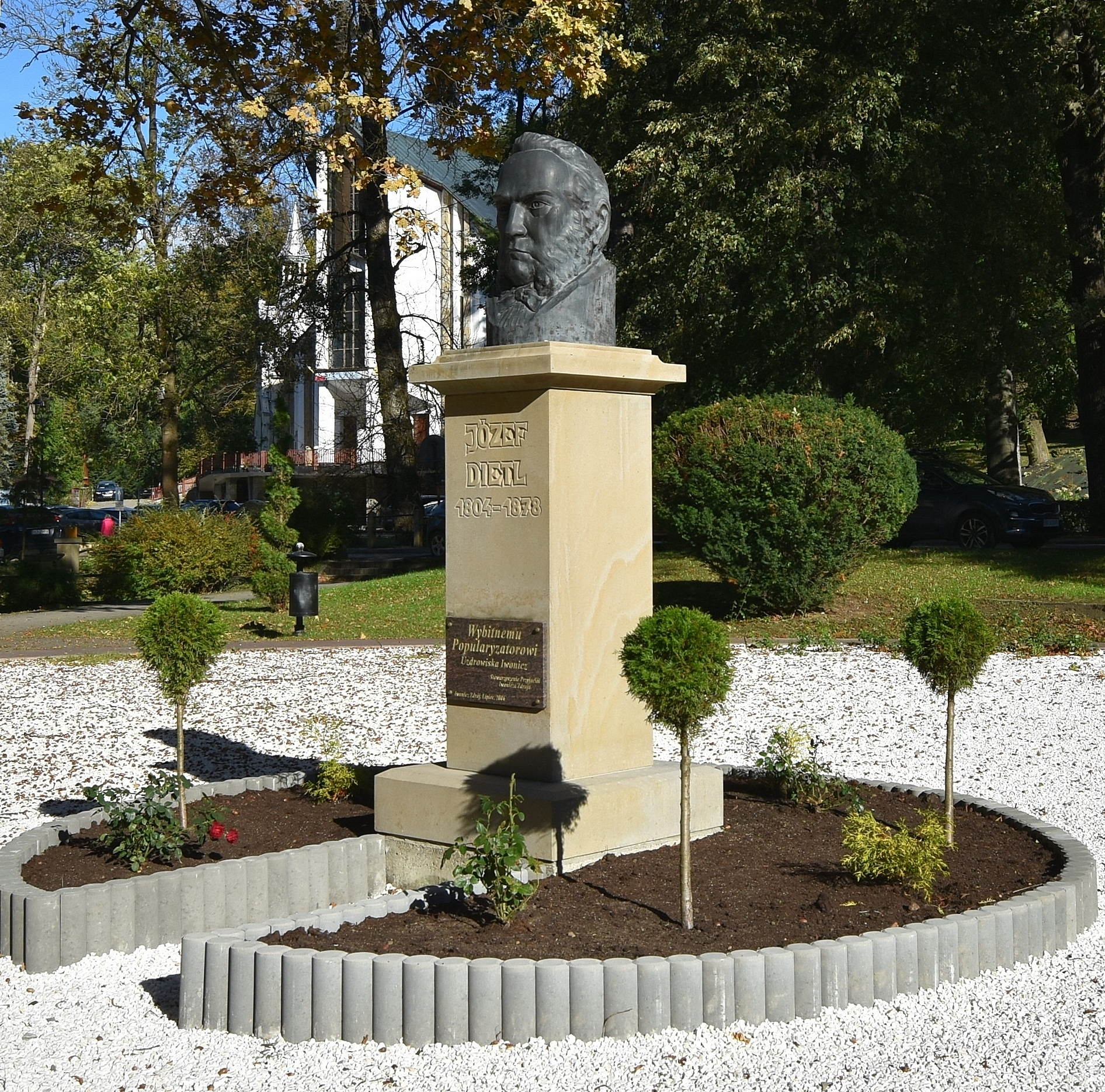
Pomnik Józefa Dietla
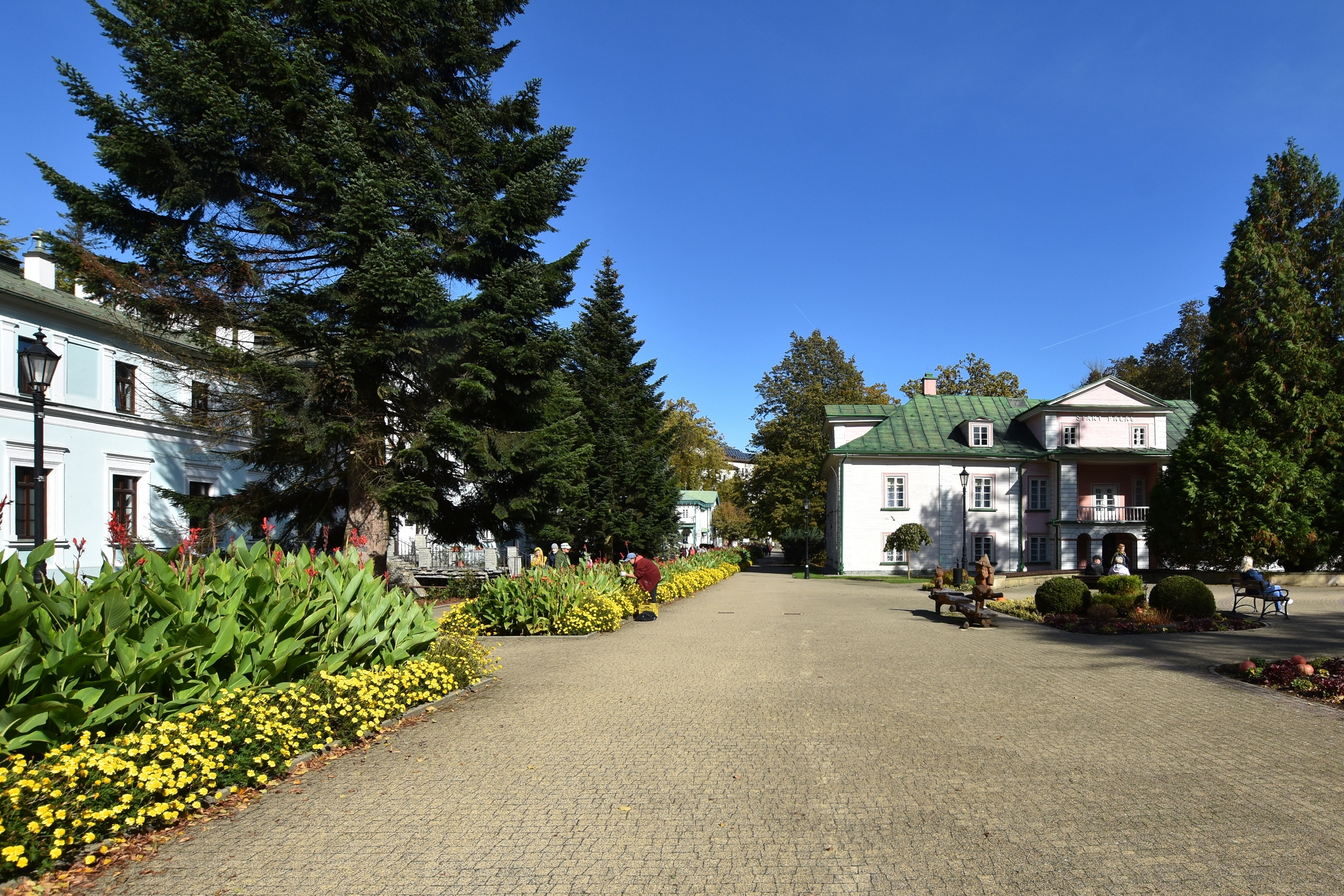
Deptak

## Historia
Iwonicz to jedno z najstarszych w Polsce uzdrowisk. Z 1413 pochodzi wzmianka o istnieniu w miejscowości wód mineralnych. W 1464 zbudowano we wsi modrzewiowy kościół parafialny. W okresie renesansu, gdy rozwijały się nauki przyrodnicze, wzrosło zainteresowanie leczniczymi właściwościami wód mineralnych i uzdrowiskiem. W 1515 miejscowość ta należała do dóbr Tyrawa, nadanych później Tarłom.
Iwonicz jako uzdrowisko wzmiankowane jest w 1578 w książce Cieplice przez Wojciecha Oczkę, nadwornego lekarza Stefana Batorego. W tych czasach należało on do Bobolów. Lekarz z Przemyśla Jan Sechkini w 1630 opisał walory wód iwonickich wraz z podaniem wskazań lekarskich. Źródła kąpielowe wspomniane były jeszcze w 1633 przez biskupa przemyskiego Henryka Firleja. W 1589 Iwonicz przeszedł do dóbr Rymanowskich przydzielonych na własność rodzinie Sienieńskich przejętych ideami reformacji i wspierających kalwinizm, a później braci polskich. Zbigniew Sienieński w 1599 zbudował w Iwoniczu zbór ariański. Przez Iwonicz przechodziły podczas wypraw wojennych wojska węgierskie (1474), tatarskie (1624), szwedzkie (1655–1656), siedmiogrodzkie (1657). W latach 1769–1772 na tych terenach toczyły się krwawe walki między wojskami carycy Katarzyny a konfederatami barskimi, wspieranymi przez miejscowych i właścicieli Uzdrowiska Ossolińskich.
W 1721 pionier polskiej literatury przyrodniczej ks. jezuita Gabriel Rzączyński (1664–1737) opisał poszukiwania, wydobycie, a nawet przetwarzanie ropy w Iwoniczu. W Visitatio Szembekiana z 1722 czytamy o uzdrowicielskiej sile wód iwonickich: Ta woda (w Iwoniczu) ma wielką siłę leczniczą, wzmacnia żołądek i wraca apetyt.
Po pierwszym rozbiorze, w 1772, Iwonicz znalazł się w państwie Habsburgów. W 1793 został odsprzedany przez ówczesną właścicielkę, Annę Teresę z Ossolińskich Potocką, jednemu z dowódców konfederacji barskiej, Michałowi Ostaszewskiemu. Ten zainicjował budowę pierwszych instalacji uzdrowiskowych i kąpielowych (1793), ale z powodu podeszłego wieku odsprzedał Iwonicz rodzinie Załuskich. W 1799 właścicielem został hr. Teofil Wojciech Załuski (1760–1831), a w 1825 jego syn hr. Karol Teofil Załuski (1794–1845), ożeniony z Amelią z ks. Ogińskich. Wkrótce potem rozpoczęło się zainteresowanie utworzeniem uzdrowiska: budowa pierwszych obiektów zakładu kąpielowego oraz budowa pierwszych łazienek. Właściwie założone zostały one dopiero w 1837 przez tę rodzinę, a zwłaszcza przez uważanego za twórcę uzdrowiska w Iwoniczu Karola hr. Załuskiego, powstańca listopadowego. Po Karolu hr. Załuskim dostał Iwonicz jego syn Michał Załuski (1827–1893). Do Załuskich należał Iwonicz aż do 1945, kiedy to NKWD aresztowało czterech członków tej rodziny.
Władysław Bełza związany był z uzdrowiskiem w Iwoniczu, gdzie organizował w l. 1874–1890 życie kulturalne i towarzyskie. Tu również propagował i informował o pracach Towarzystwa wygłaszając odczyty. Dla regionu krośnieńskiego zasłużył się napisaniem pierwszego przewodnika krajoznawczo-turystycznego pt. Iwonicz i jego okolice wydanego w 1885 nakładem Zarządu Zdrojowego. W Iwoniczu-Zdroju na Kawalcach znajduje się jego pomnik, ufundowany przez kuracjuszy i mieszkańców.
W centrum miasta są drewniane wille i pensjonaty z XIX wieku, które wzorowano na modnym w tym czasie budownictwie uzdrowiskowym Szwajcarii.
W 1914 w Iwoniczu przebywał Józef Piłsudski, który inspirował do tworzenia Drużyn Strzeleckich. W późniejszych czasach działał tu Związek Hallerczyków oraz inne organizacje patriotyczne.

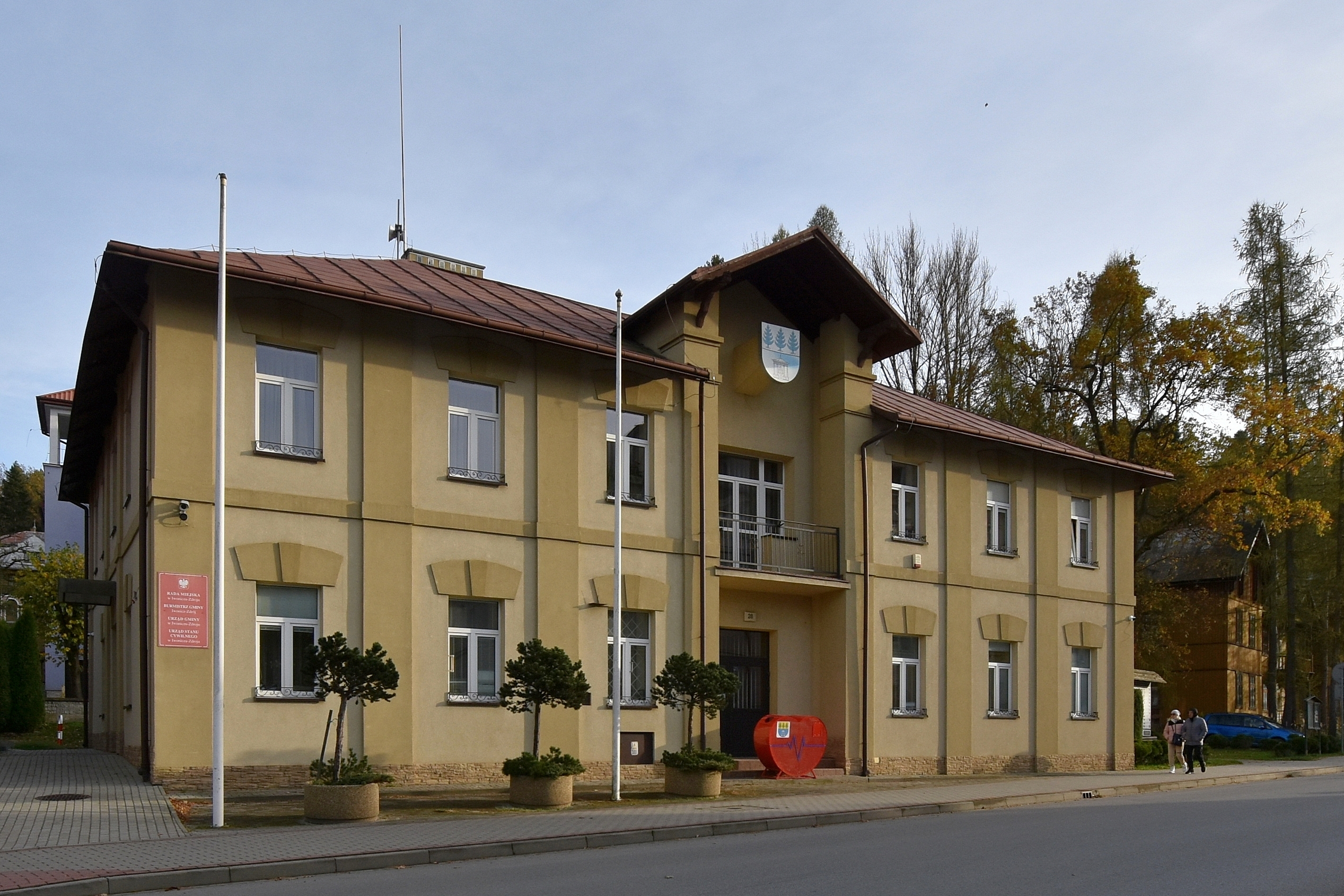
Urząd Gminy
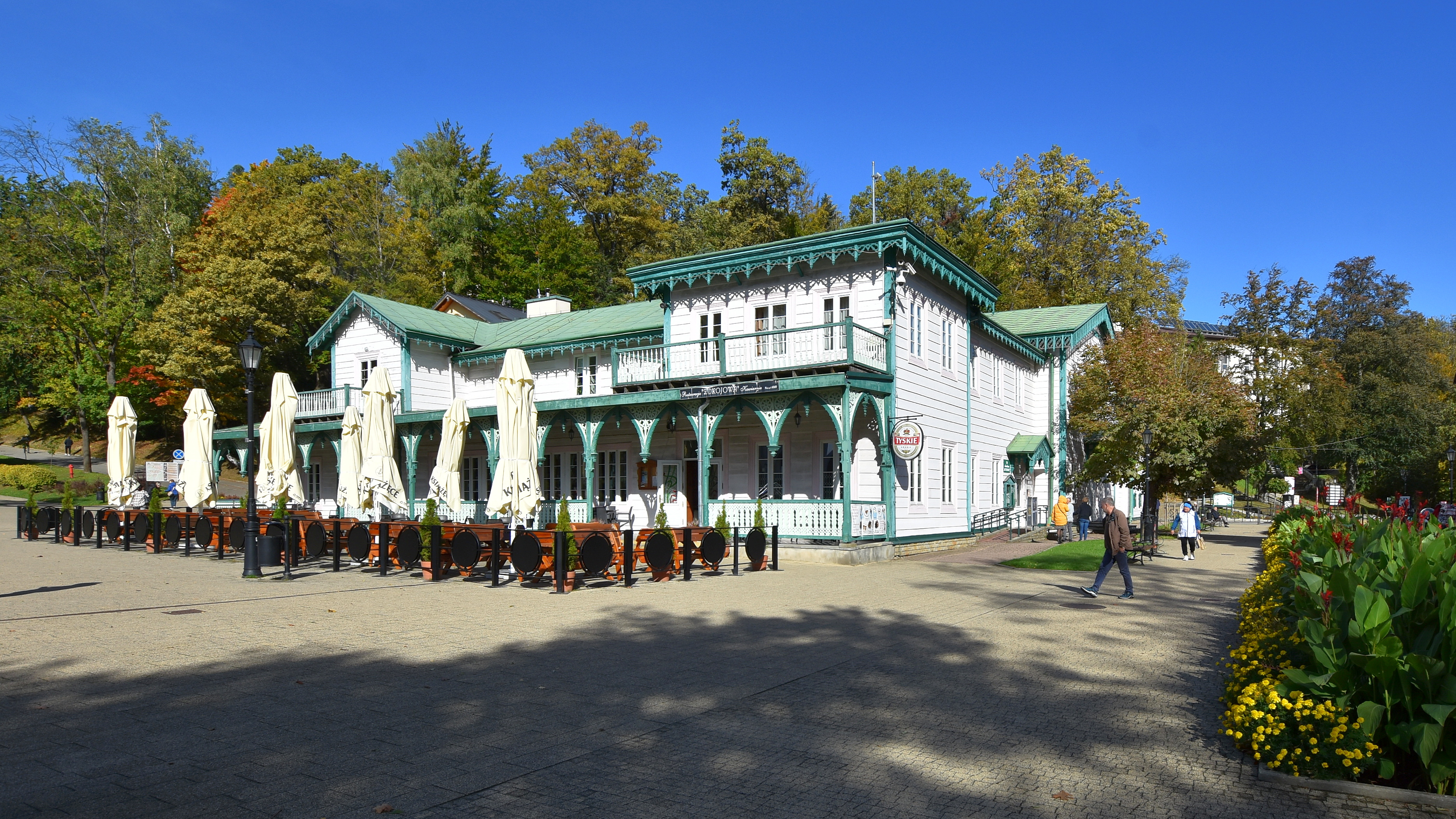
Dom Zdrojowy
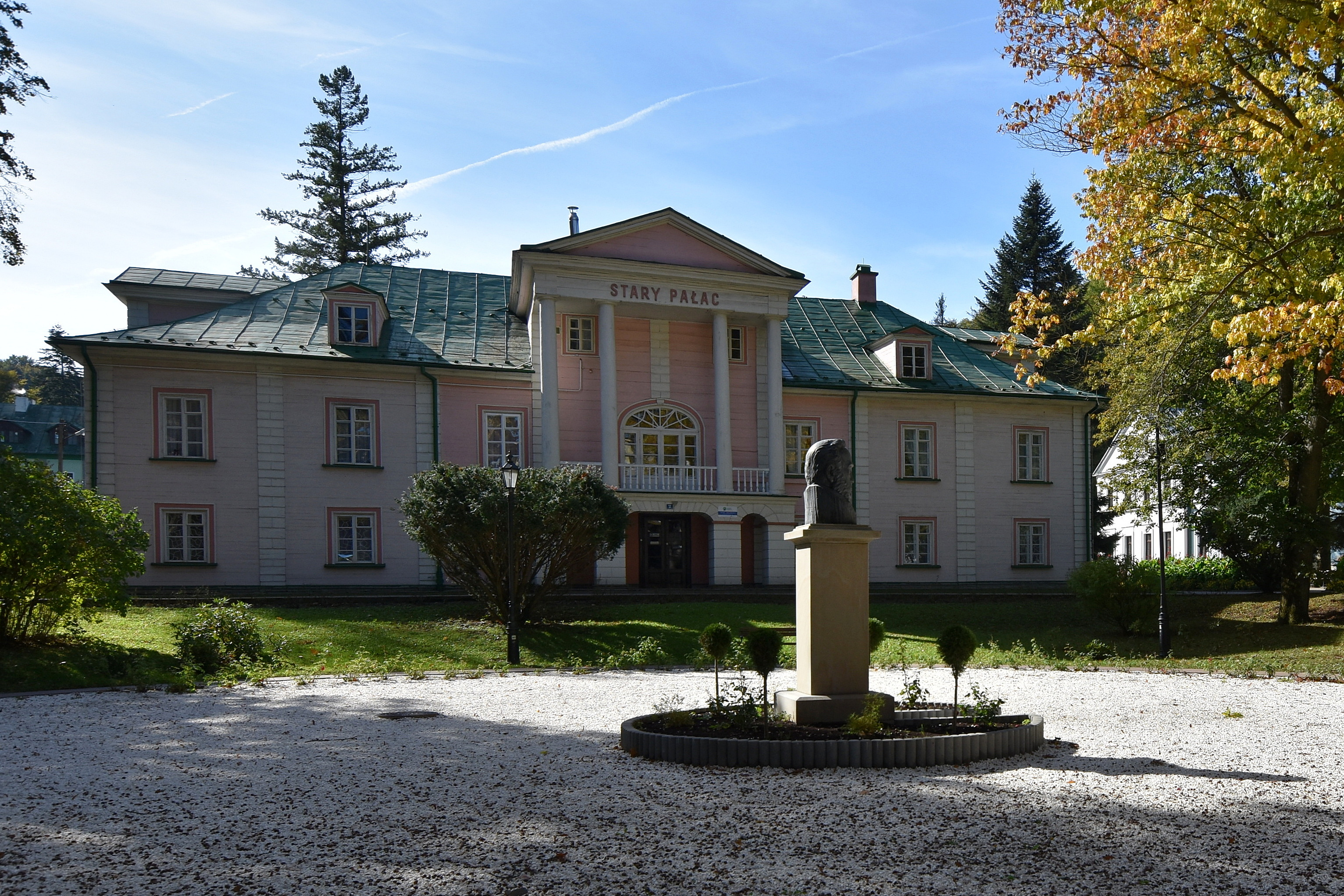
Stary Pałac, elewacja północna

Do końca II Rzeczypospolitej uzdrowisko Iwonicz było reklamowanie w prasie jako Książę wód jodowych.
W pierwszych dniach II wojny światowej Iwonicka Drużyna Strzelecka pod komendą dr. Józefa Aleksiewicza wyruszyła w kierunku Lwowa. Dołączyły do niej inne drużyny i ochotnicy z mijanych miejscowości – doszło do kilku potyczek z Niemcami. W Bezmiechowej w potyczce zginęło 2 strzelców, a pod Gródkiem Jagiellońskim zabity został młody iwonicki narciarz wyczynowy – Stanisław Kielar. Wobec przeważającej siły wroga dr Aleksiewicz podjął decyzję o rozwiązaniu oddziału. 10 września 1939 wkroczyli tu Niemcy i ulokowali oddziały Wehrmachtu z 231 i z 239 Dywizji Piechoty, oddziały żandarmerii wojskowej i posterunek Werkschutzu. Działała tu Placówka AK – Irys, Irena.
26 lipca 1944 oddział partyzancki OP-15 AK pod dowództwem Franciszka Kochana „Obłońskiego”, złożony z 38 okolicznych mieszkańców, w ramach akcji „Burza” bez strat wyzwolił iwonickie zdrojowisko i jako Rzeczpospolitą Iwonicką utrzymał aż do wejścia zdziesiątkowanych w operacji dukielsko-preszowskiej wojsk radzieckich 20 września 1944. Siedziba Rządu Rzeczypospolitej Iwonickiej, z dr. Józefem Aleksiewiczem na czele, mieściła się w budynku sanatorium „Biały Orzeł”. Po wkroczeniu wojsk radzieckich rozpoczęły się aresztowania dokonywane przez NKWD i UB. Aresztowano: mjr. dr. Józefa Aleksiewicza, rodzinę Załuskich i kilku innych, a Zbigniewa Bartosza wywieziono do łagrów, gdzie zmarł na tyfus. Na bohaterskim obrońcy Iwonicza – dowódcy placówki AK Irys Jerzym Nowaku Piku wykonano w PRL wyrok śmierci. W budynku sanatorium Sanato, gdzie mieścił się w 1944 konspiracyjny szpital, w 1983 odsłonięto pamiątkową tablicę. Rzeczpospolitą Iwonicką upamiętniono tablicą na głazie przy krzyżu w centrum uzdrowiska.
Po zakończeniu działań wojennych jesienią 1944 komisja specjalna Resortu Pracy, Opieki Społecznej i Zdrowia podjęła przejmowanie zakładu zdrojowego i sanatorium „Excelsior”.
Z dniem 1 stycznia 1956 podzielono Iwonicz na dwie jednostki administracyjne: Iwonicz Wieś jako gromadę oraz Iwonicz Zdrój jako osiedle.

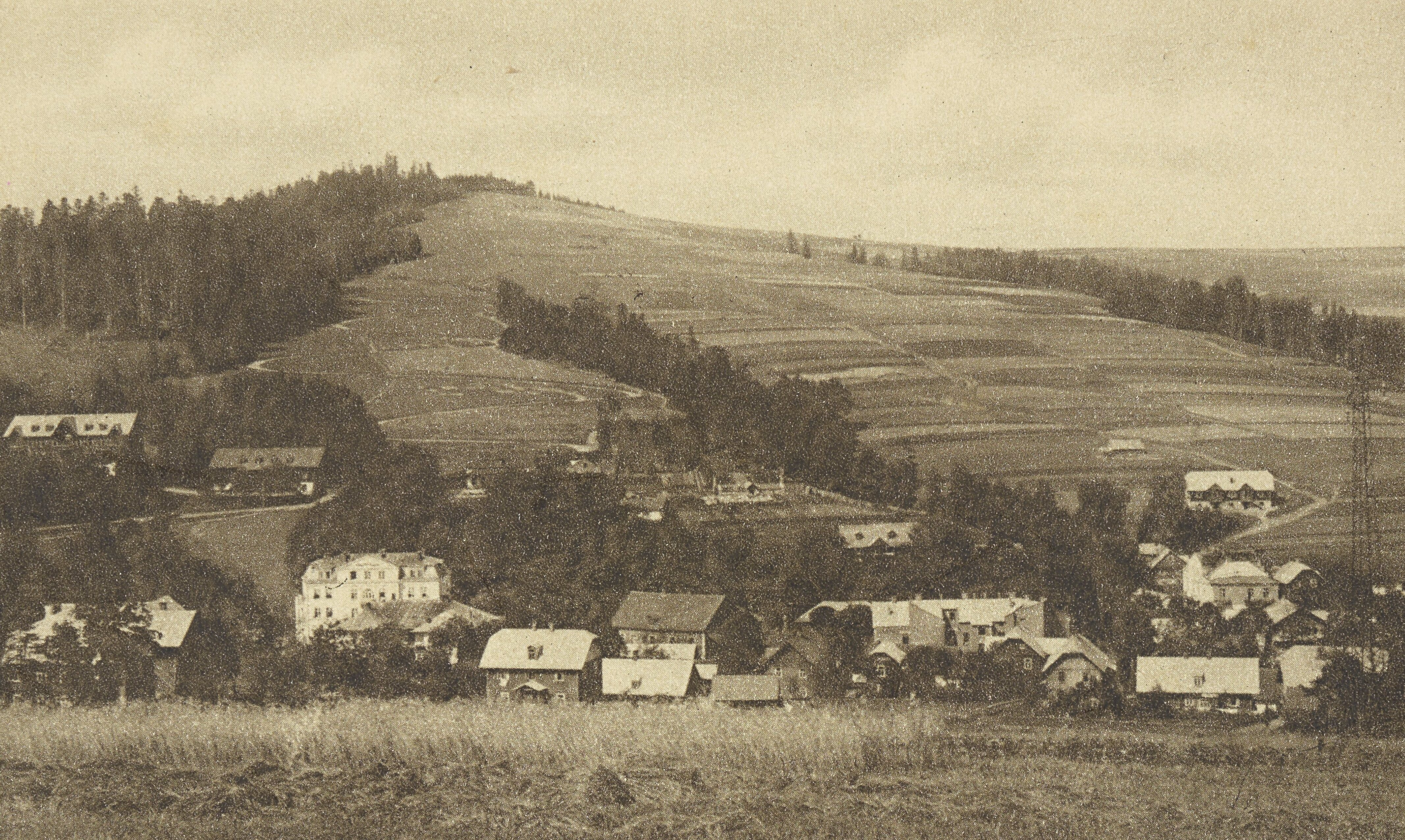
Widok ogólny, przed 1939
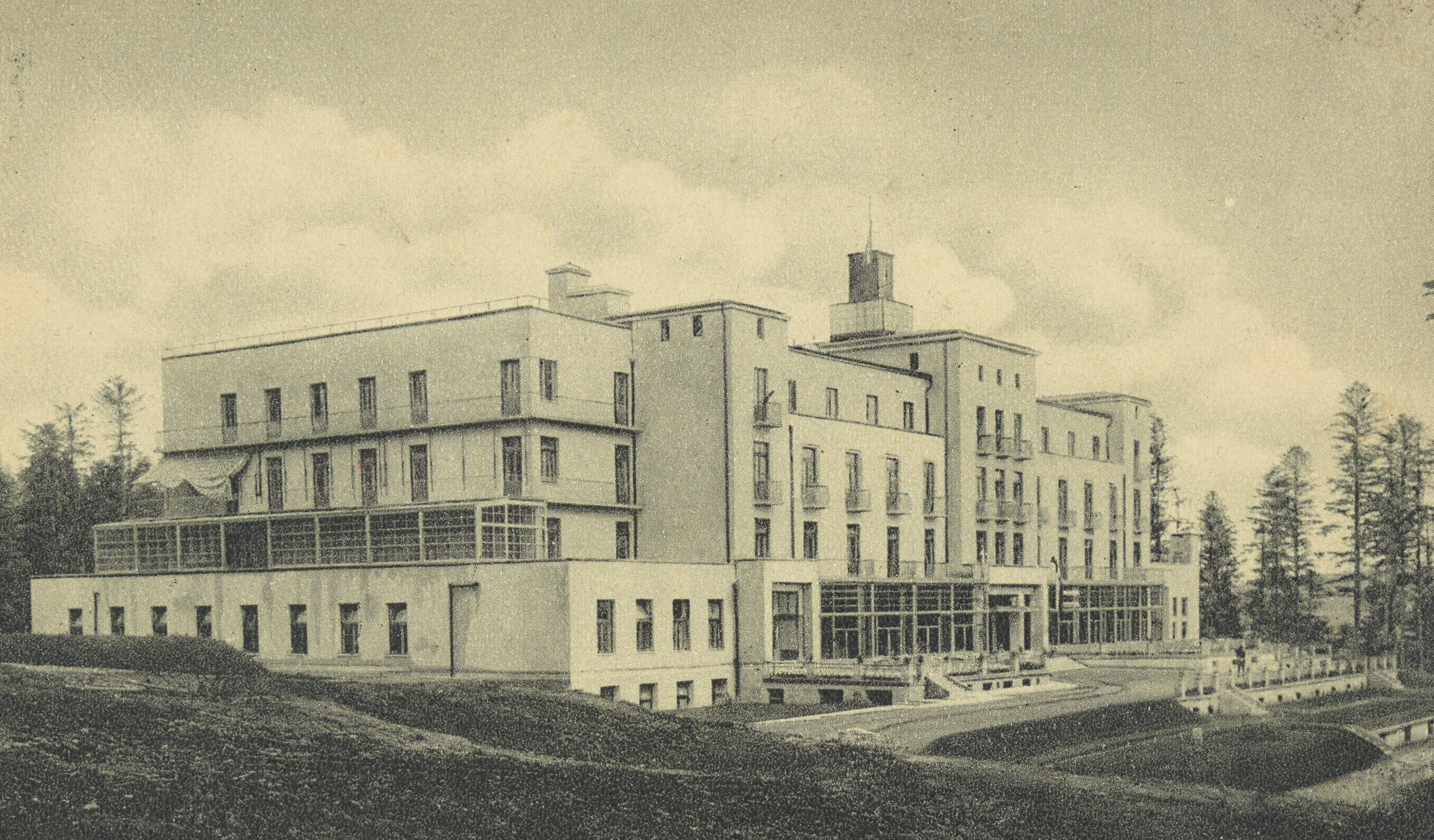
Sanatorium Excelsior, 1935
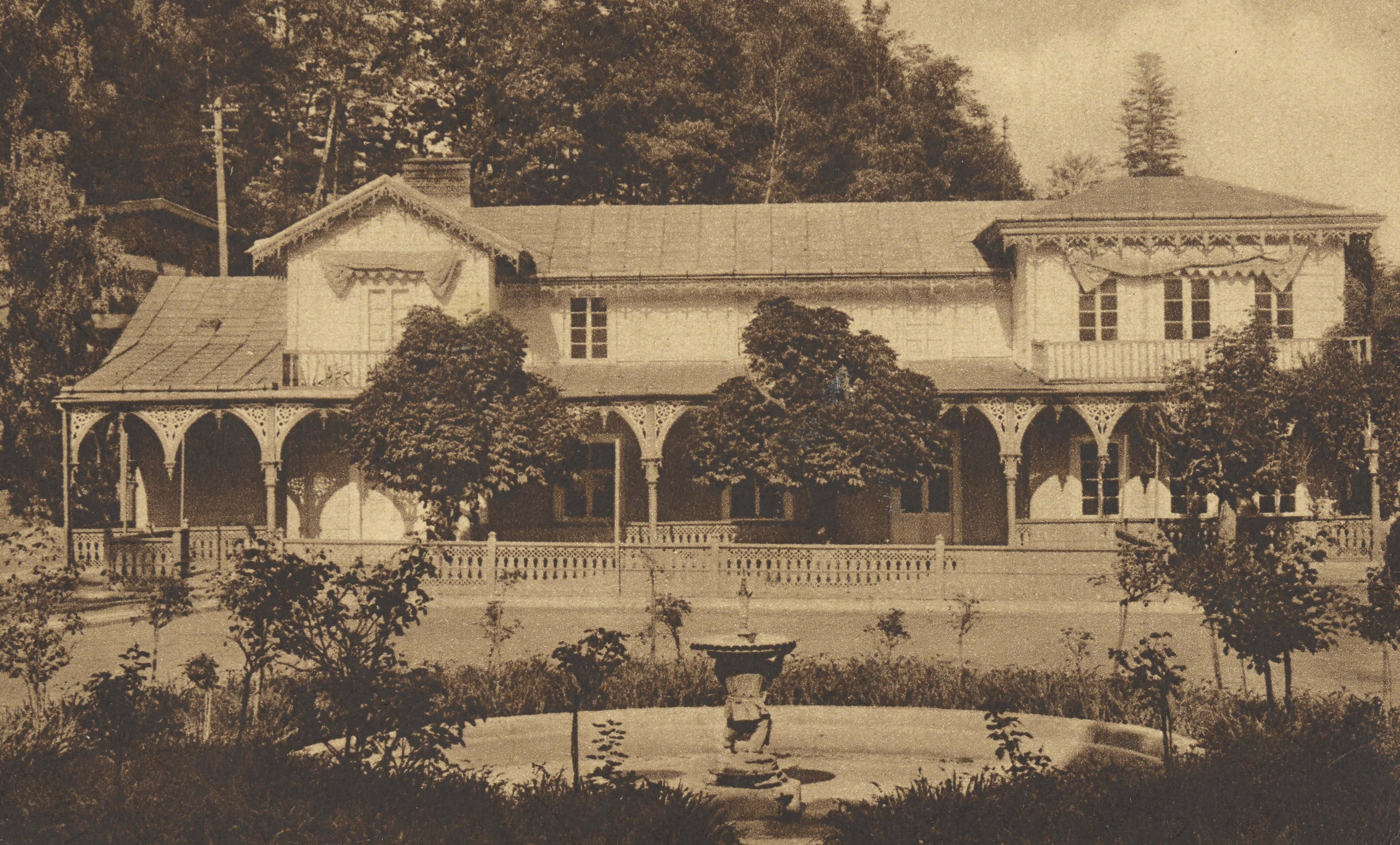
Dom Zdrojowy, przed 1939
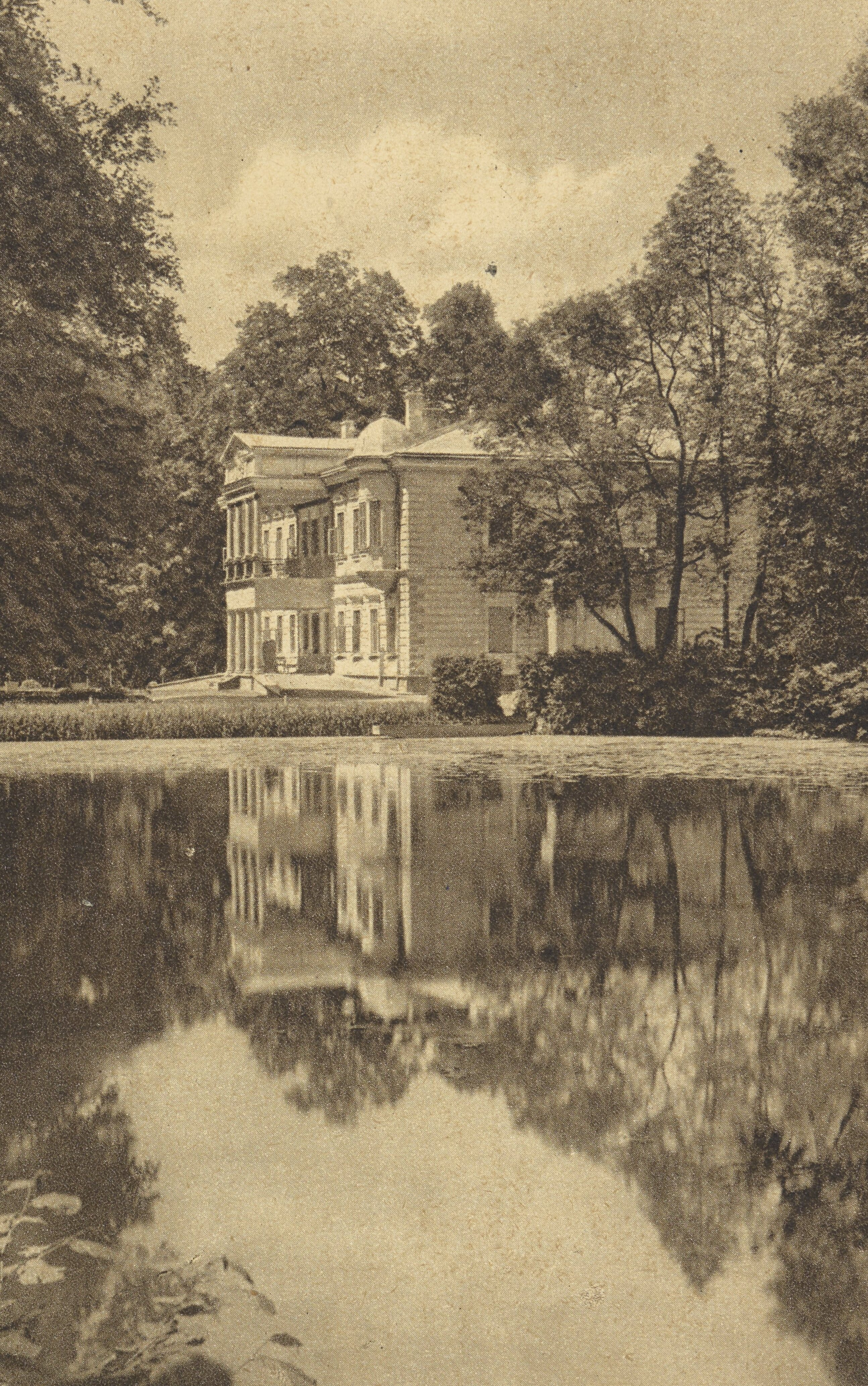
Iwonicz, Pałac Załuskich, przed 1939
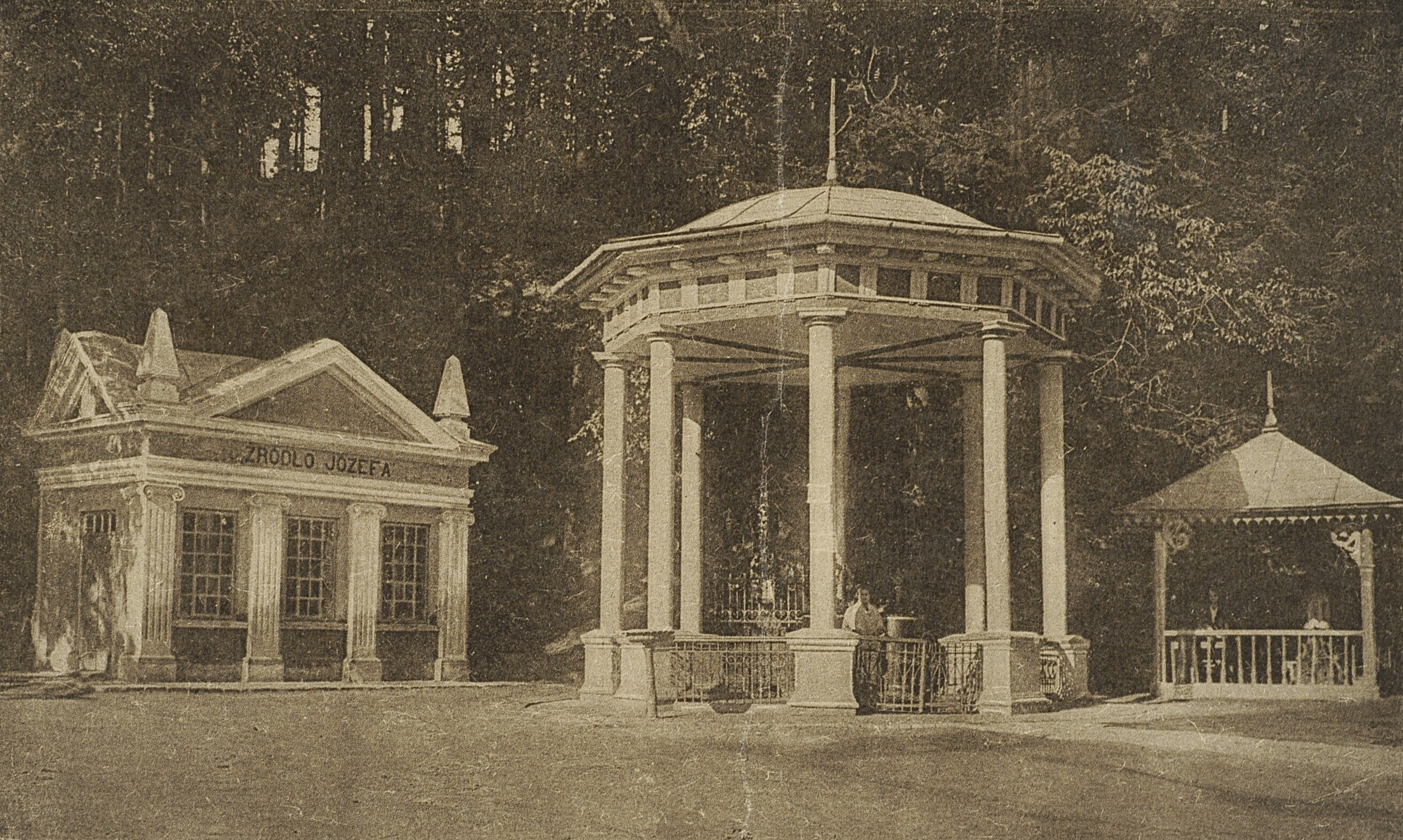
Źródło Józefa Karola i Amelii, przed 1939

W 1973 Iwonicz Zdrój otrzymał prawa miejskie. W latach 1975–1998 miasto administracyjnie należało do województwa krośnieńskiego.
O właściwościach wód leczniczych Iwonicza wspominają gazety i publikacje od chwili założenia uzdrowiska, m.in.:
- „Lwowianin”, Opis Iwonicza z ryciną, Lwów, 1840, s. 222,
- „Przyjaciel Ludu”, 1840, s. 33, 44,
- „Ärztliche Beobachtungen über die Wirkungen der Iwoniczer Heilwasser”, Wiedeń, 1876,
- „Chemische Untersuchungen der Heilwasser von Iwonitz”. Verhandl. der geol. Reichsans 1867, s. 66.
- Władysław Bełza; Iwonicz i jego okolice, Lwów, 1885 r.
- Janusz Michalak; Iwonicz-Zdrój i okolice (nie tylko przewodnik), Krosno, 1996

## Uzdrowisko
Iwonicz-Zdrój jest dużym ośrodkiem lecznictwa uzdrowiskowego i sanatoryjnego. Leczy się tu choroby narządów ruchu, układu trawiennego, reumatologiczne, dróg oddechowych, kobiece, układu nerwowego, skóry, osteoporozę i otyłość.

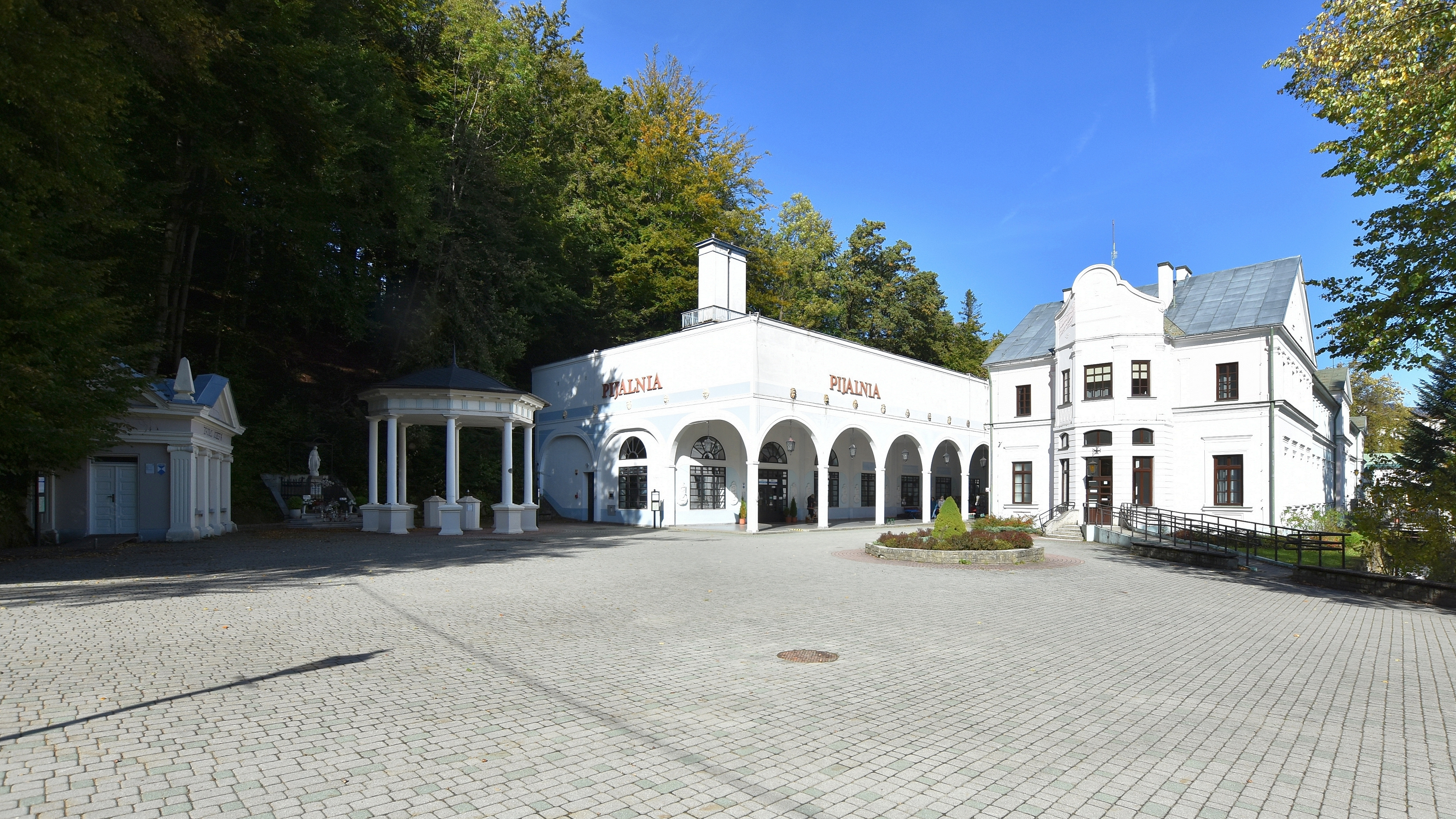
Od lewej: Pawilon źródła Józef, Pawilon Nad Źródłami, Pijalnia wód mineralnych, Sanatorium „Stare Łazienki” w elewacji południowej
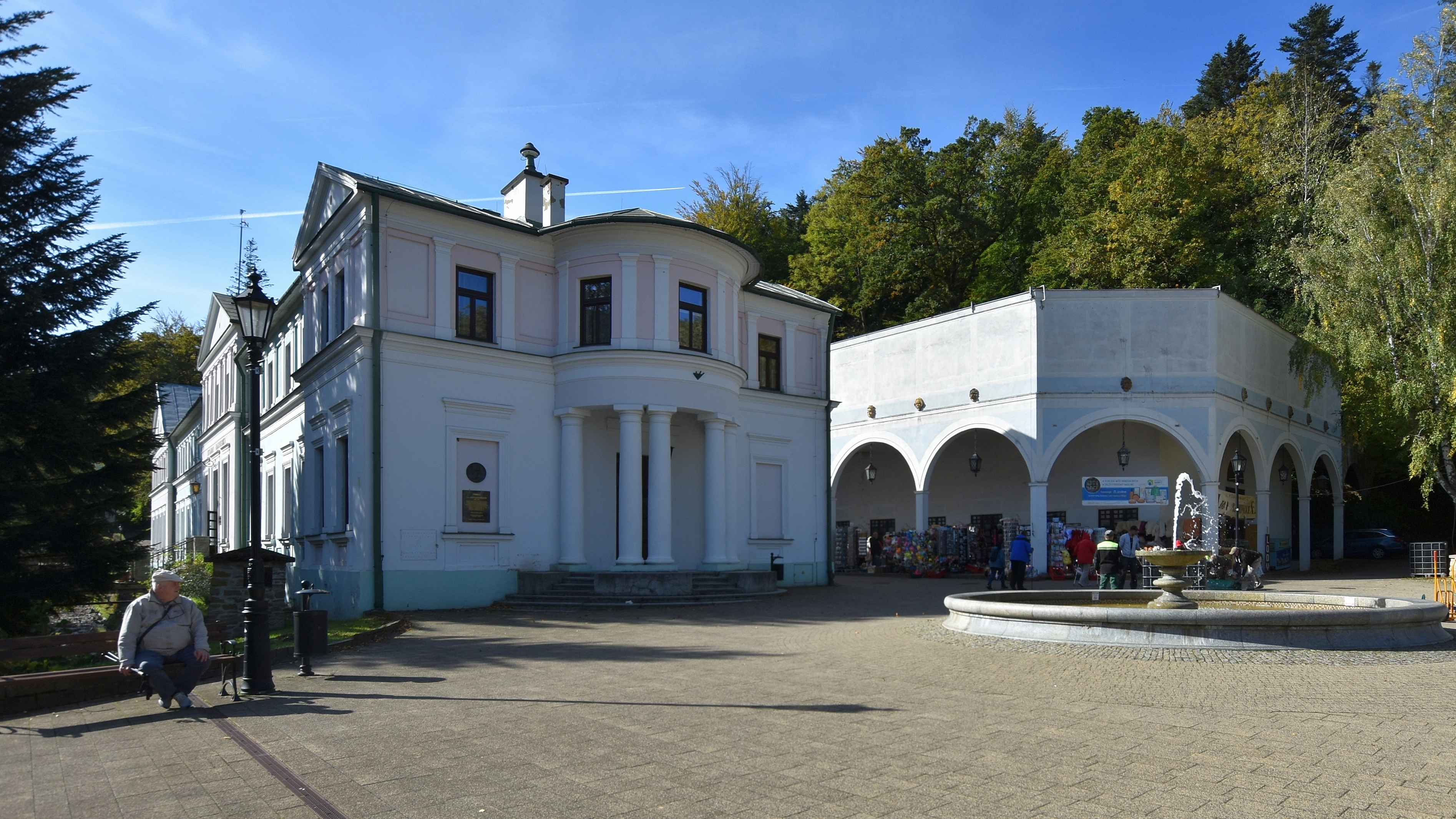
Sanatorium „Stare Łazienki” i Pijalnia wód mineralnych w elewacji północnej
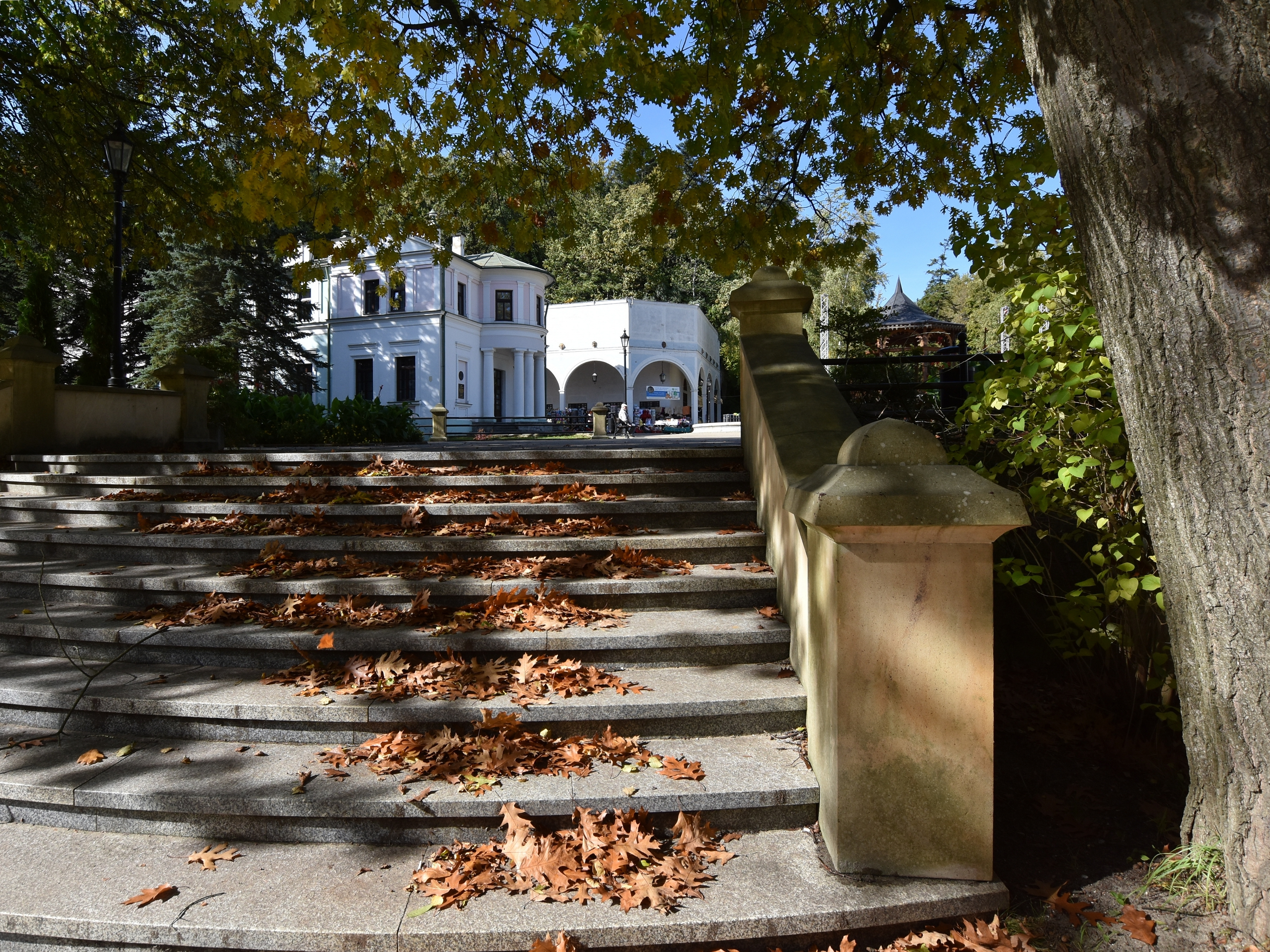
Na deptaku

### Wody mineralne
Dostępne w pijalni wód:
- „Karol 2” – 0,18% woda wodorowęglanowo-chlorkowo-sodowa, jodkowa, borowa. Suma składników stałych: 1777 mg/dm³. Wskazania lecznicze: stany zapalne dróg żółciowych, żółtaczki mechaniczne i miąższowe, stany po zabiegach chirurgicznych, choroby przemiany materii, skaza moczanowa, cukrzyca, choroby układu moczowego, początkowy okres kłębowego zapalenia nerek. Przeciwwskazania: choroba wrzodowa żołądka i dwunastnicy, zaburzenia czynnościowe żołądka i dwunastnicy, kamica fosforanowa i węglanowa dróg moczowych.
- „Klimkówka 27” – 1,31% woda wodorowęglanowo-chlorkowo-sodowa, jodkowa, kwasowęglowa. Suma składników stałych: 12812 mg/dm³. Wskazania: choroba wrzodowa żołądka i dwunastnicy. Przeciwwskazania: kamica układu moczowego, niedokwaśność treści żołądkowej.
- „Iwonicz 11” – 0,54% woda kwasowęglowa, chlorkowo-wodorowęglanowo-sodowa, bromkowa, jodkowa, borowa. Suma składników stałych: 5406 mg/dm³. Wskazania: przewlekłe zapalenie błony śluzowej żołądka, zaburzenia czynności dróg żółciowych, przewlekły stan spastyczny jelita grubego, niedokrwistość z niedoboru żelaza, niedoczynność tarczycy, otyłość. Przeciwwskazania: nadciśnienie tętnicze, choroba wrzodowa żołądka i dwunastnicy, niewydolność nerek, nadczynność tarczycy.
- „Elin 7” – 0,62% woda kwasowęglowa, chlorkowo-wodorowęglanowo-sodowa, bromkowa, jodkowa, borowa. Suma składników stałych: 6241 mg/dm³. Wskazania: przewlekłe zapalenie błony śluzowej żołądka, stany zapalne dróg żółciowych, zaburzenia czynności dróg żółciowych, otyłość. Przeciwwskazania: niewydolność krążenia, nadczynność tarczycy: cukrzyca, otyłość, choroba wrzodowa żołądka i dwunastnicy.
- „Iza 19” – 0,07% woda wodorowęglanowo-sodowo-wapniowa, borowa. Woda słabo zmineralizowana. Suma składników stałych 713 mg/dm³. Wskazania: kamica dróg moczowych (moczanowa, szczawianowa, fosforanowa), przewlekłe zapalenie dróg moczowych (miedniczek, moczowodów, pęcherza moczowego), choroby przemiany materii (skaza moczanowa, szczawianowa, dna), nerwobóle, bóle mięśniowe, dychawica oskrzelowa, przewlekłe nieżyty oskrzeli. Przeciwwskazania: nadciśnienie tętnicze, niewydolność krążeniowo-oddechowa, niewydolność krążeniowo-nerkowa, przerost gruczołu krokowego, choroby wątroby.

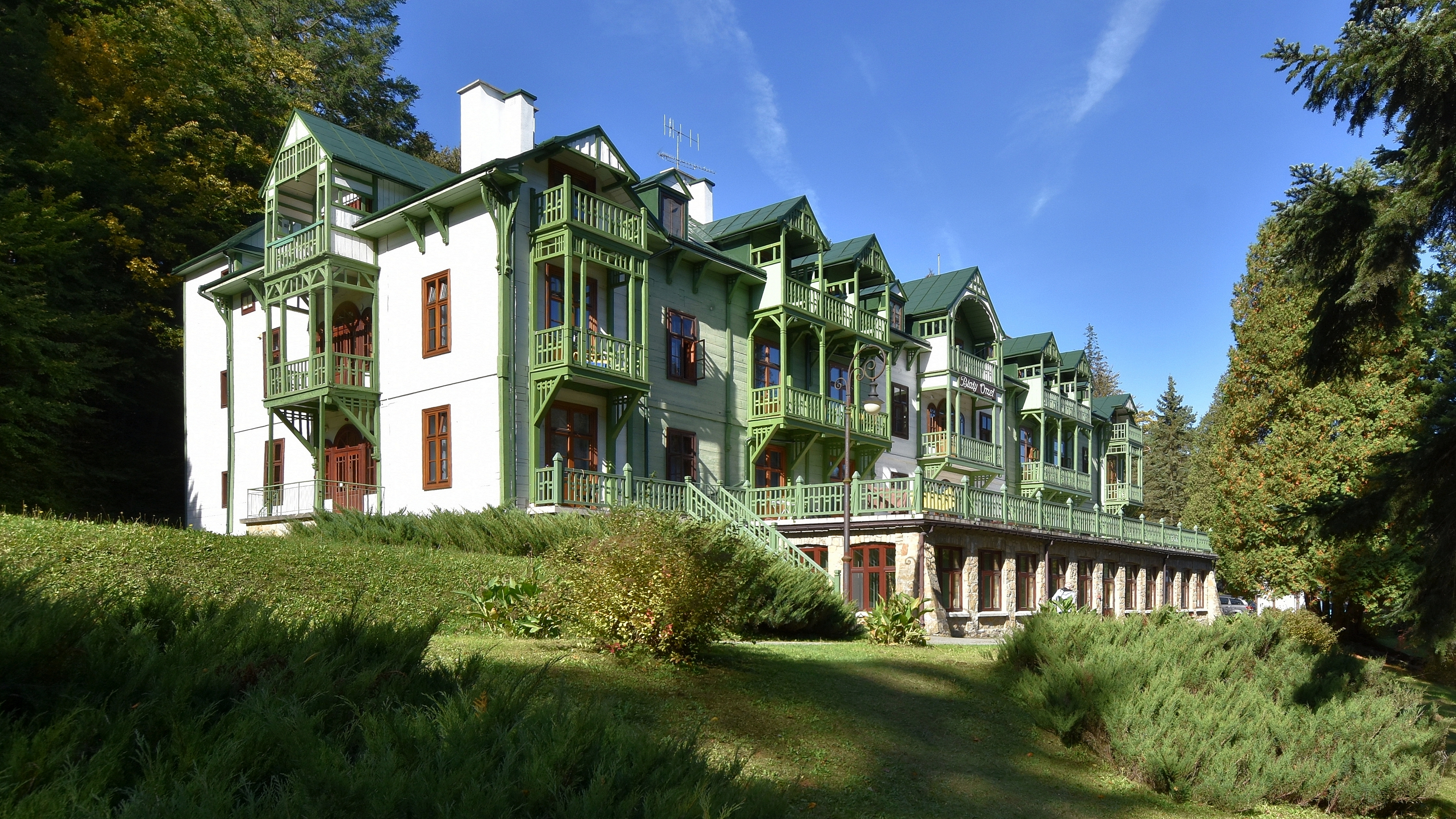
Sanatorium „Biały Orzeł”
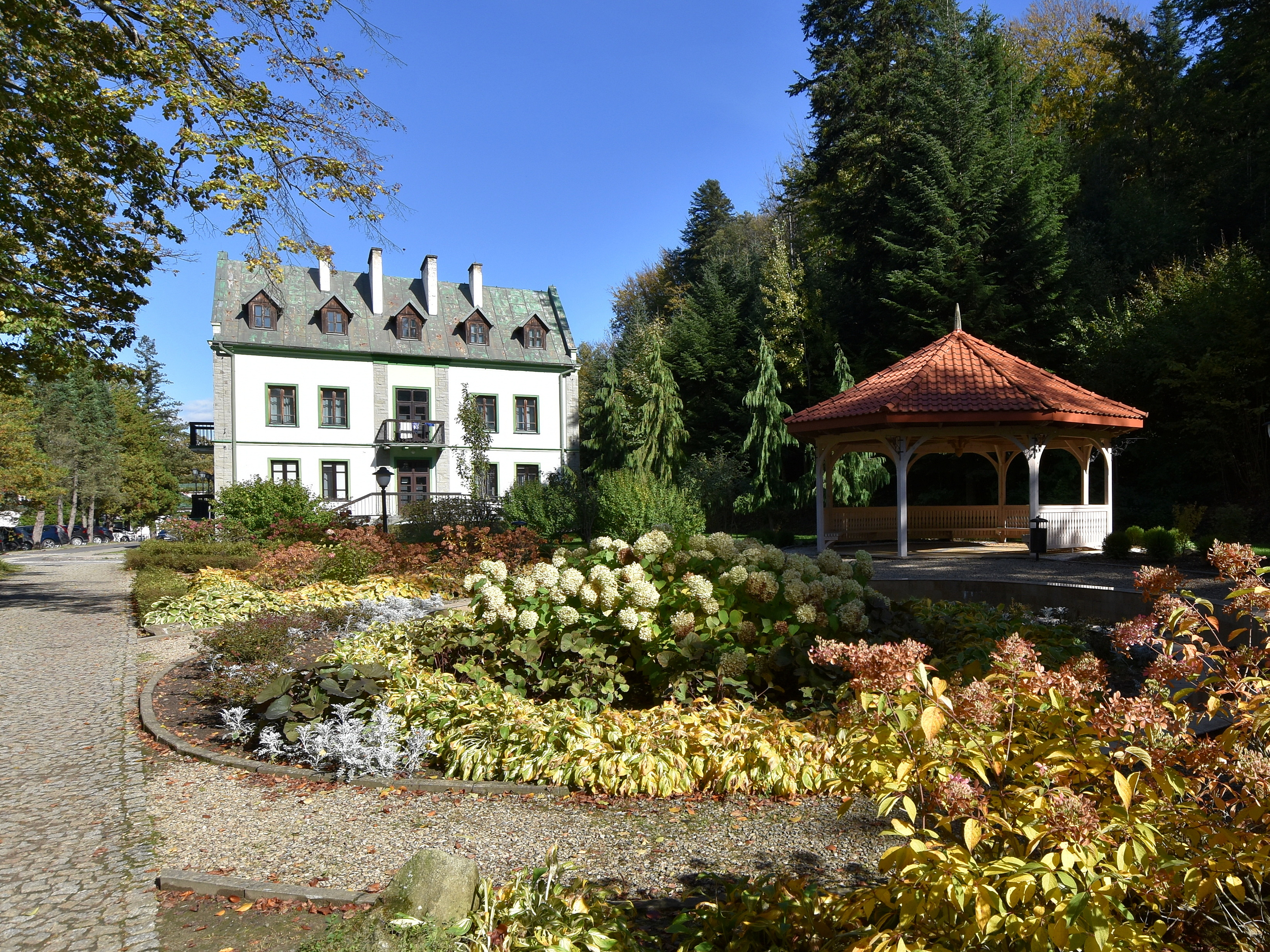
Pensjonat „Pod Jodłą”
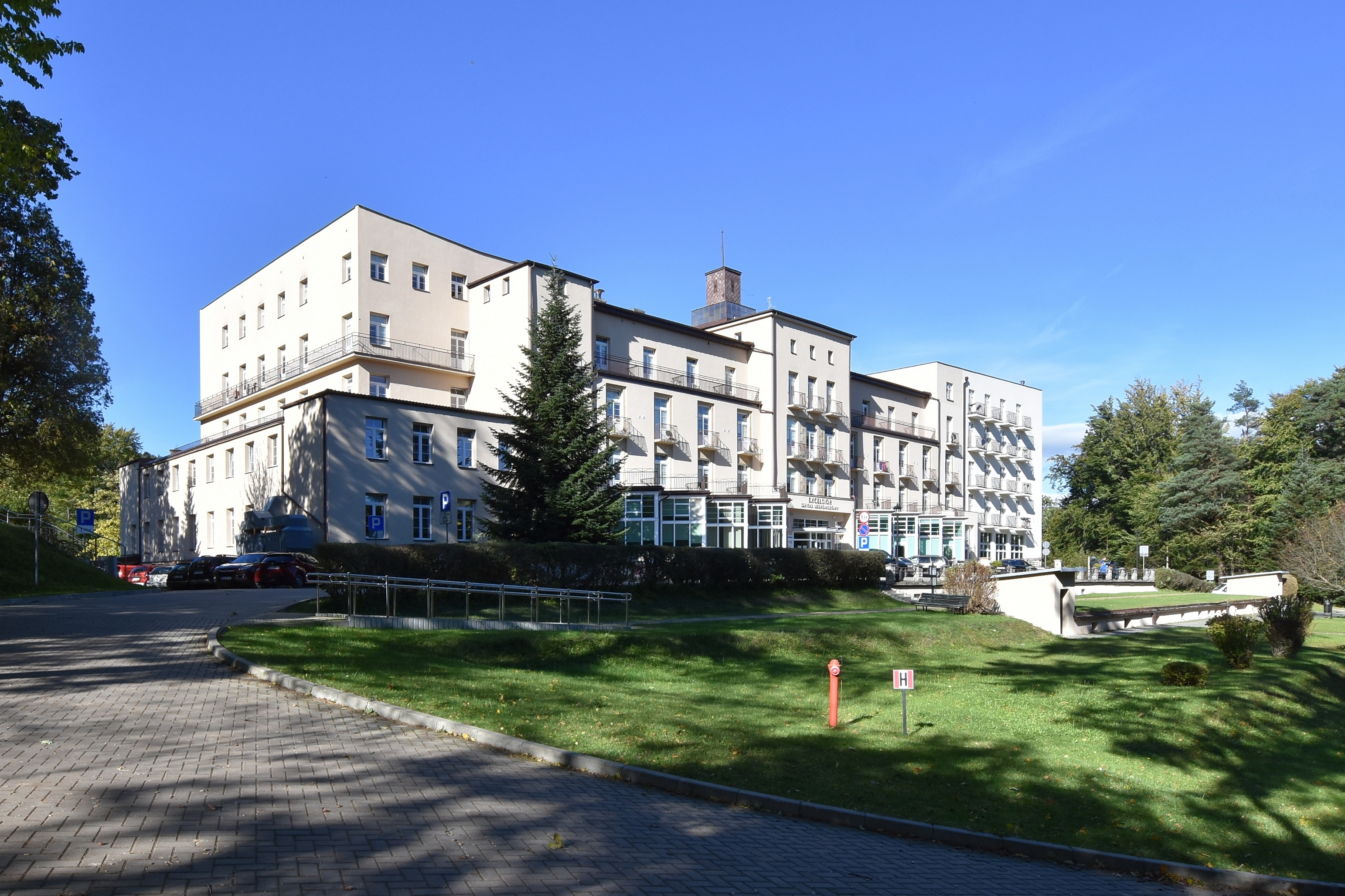
Szpital „Excelsior”

inne wody:
- „Zofia 6” – 1,21% woda kwasowęglowa, chlorkowo-wodorowęglanowo-sodowa, bromkowa, jodkowa, borowa. Suma składników stałych: 11560 mg/dm³. Wskazania: /stosowana do kąpieli/ choroby zwyrodnieniowe kręgosłupa i stawów z towarzyszącym zespołem bólowym, choroby pourazowe narządu ruchu, ścięgien, mięśni, nerwów, kości i okostnej, nerwobóle. Przeciwwskazania: niewydolność krążenia, niewydolność naczyń wieńcowych z dusznicą bolesną, wady zastawkowe serca, nadczynność tarczycy, niewydolność krążenia.
- „Zofia 3” – 1,28% woda kwasowęglowa, chlorkowo-wodorowęglanowo-sodowa, bromkowa, jodkowa, fluorkowa, borowa. Suma składników stałych: 12767 mg/dm³. Obecnie nieeksploatowana.
- „Klimkówka 25”– 0,09% woda słabo zmineralizowana, fluorkowa, borowa. Suma składników stałych 964 mg/dm³. Obecnie nieeksploatowana.
- „Emma” – 0,65% woda kwasowęglowa, chlorkowo-sodowa, jodkowo-bromkowo-żelazista. Suma składników stałych 6500 mg/dm³
- Zdrój „Karola” – dla upamiętnienia Karola Załuskiego, odnowiciela uzdrowiska, szczawa słono-alkaliczna, jodowo-bromowa z dodatkiem potasu, litu, baru, strontu i wapnia. Źródło w latach sześćdziesiątych XX wieku uległo wysłodzeniu i zanikło.
- Zdrój „Amelii” – dla upamiętnienia Amelii z Ogińskich Załuskiej, szczawa słono-alkaliczna jodowo-bromowa z dodatkiem litu, sodu, magnezu i żelaza. Źródło w latach sześćdziesiątych XX wieku uległo wysłodzeniu i zanikło.
- Zdrój „Józefa” – dla upamiętnienia gen. Józefa Załuskiego, szczawa żelazista. Źródło w latach sześćdziesiątych XX wieku uległo wysłodzeniu i zanikło.
- Zdrój „Adolfa” – dla upamiętnienia odkrywcy, chemika Adolfa Aleksandrowicza, woda siarczkowa, słabo zmineralizowana. Źródło zanikło w latach osiemdziesiątych. Poniżej Zakładu Przyrodoleczniczego.
- Zdrój „Zygmunta” – dla upamiętnienia odkrywcy, lekarza Zygmunta Bośniackiego, szczawa słono-alkaliczna z zawartością siarkowodoru. Źródło wspominane w XIX w. Znajdowało się w korycie potoku Iwonickiego koło Krakowiaka.
- Zdrój „Lidia 1” – woda siarczkowa, słabo zmineralizowana. Suma składników stałych 621 mg/dm³. W dolinie potoku Ispak.
- Zdrój „Witolda” – woda słabo zmineralizowana. Suma składników stałych 242 mg/dm³. Na zboczu Góry Przedziwnej, poniżej Excelsioru.
- Zdrój „Czesława” – woda słabo zmineralizowana. Suma składników stałych 476 mg/dm³. Na zboczu Góry Przedziwnej, za basenem.

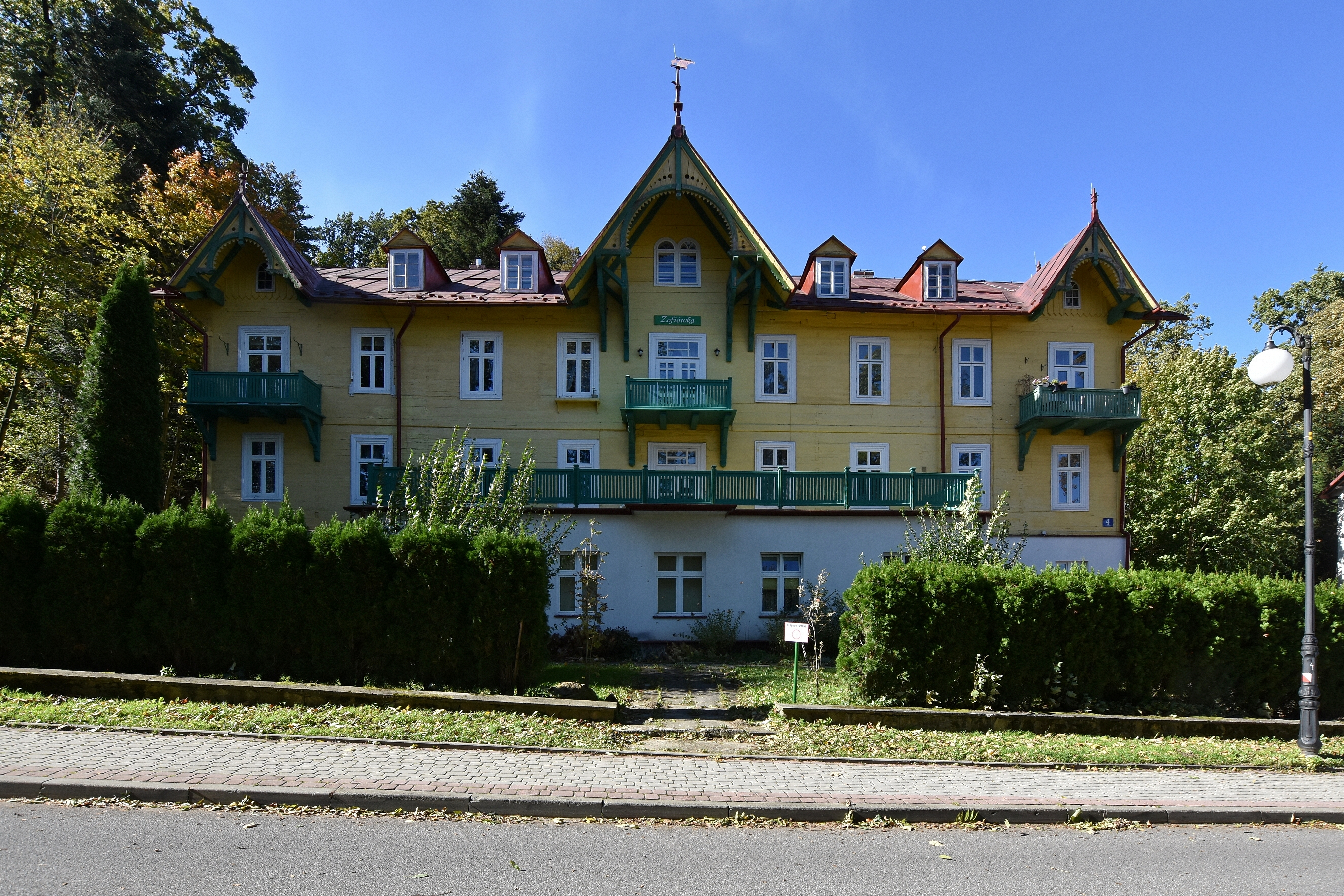
Pensjonat Zofiówka
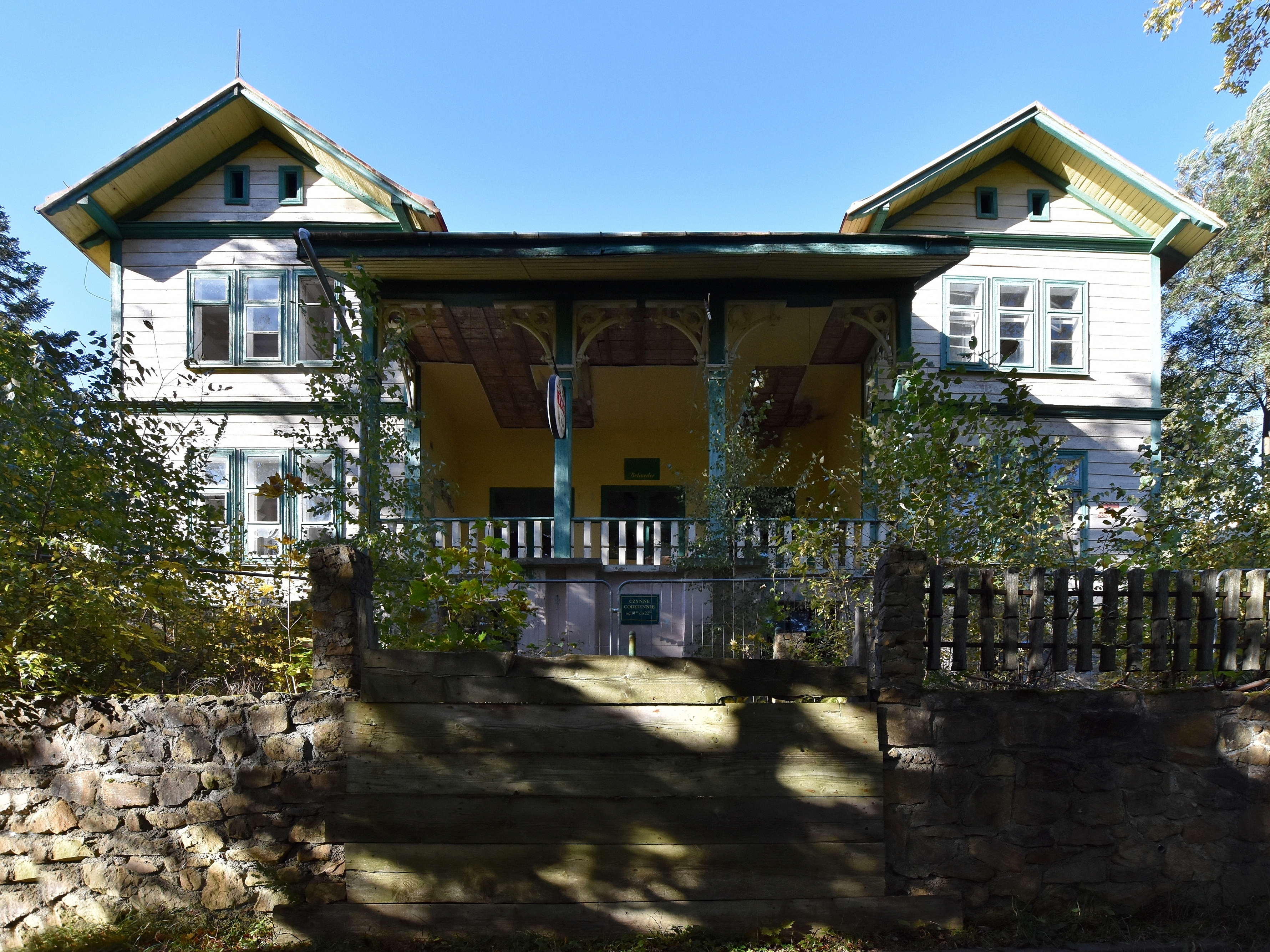
Pensjonat Belweder
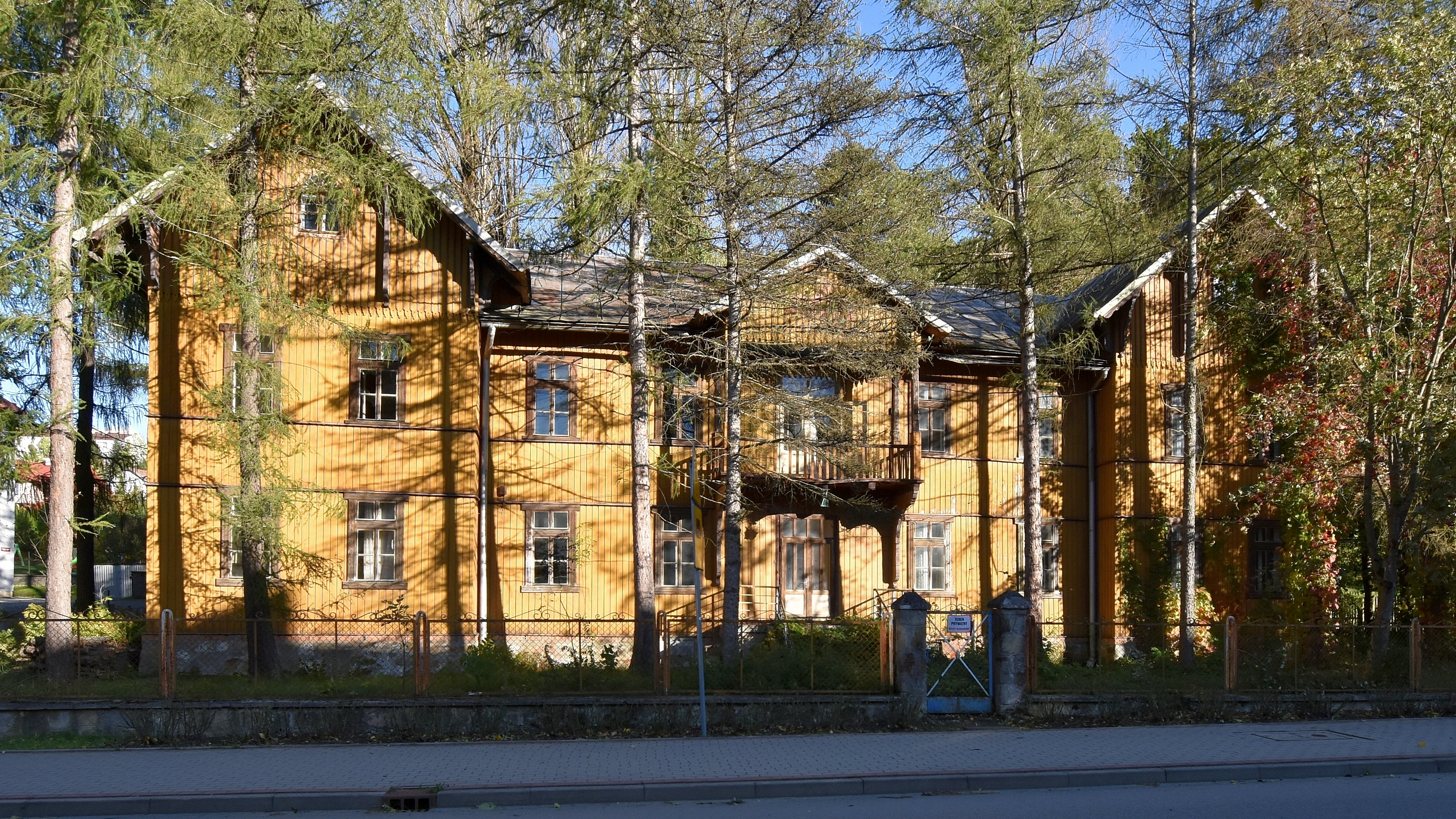
Willa Lutnia

## Zabytki
- Kościół św. Iwona i Matki Bożej Uzdrowienia Chorych – wzniesiony w 1895, z fundacji rodziny Załuskich, według projektu architekta austriackiego Favorgera, w konstrukcji szkieletowej, typowej dla realizacji zachodnioeuropejskich. Wyjątkowy charakter nadaje wnętrzu odsłonięta, dekoracyjnie ukształtowana więźba dachowa. Świątynia stanowi wyjątkowy przykład drewnianego kościoła zdrojowego o cechach neogotyckich na terenie województwa podkarpackiego.
- Dobrze zachowany układ przestrzenny oraz stosunkowo jednolity stylistycznie zespół drewnianej zabudowy o wyjątkowej wartości zabytkowej. Czas powstania większości obiektów przypada na II poł. XIX wieku i I ćw. XX wieku. Architektura ta stanowi swoistą syntezę stylu szwajcarskiego, z późnoklasycystycznym nurtem rodzimej architektury polskiej. W późniejszej fazie krzyżują się w niej elementy secesji z różnymi formami ciesiołki i budownictwa ludowego.
- Pomniki:

1. Pamiątka (obelisk ku pamięci Karola Załuskiego wskrzesiciela uzdrowiska), ok. 1860 – przy drodze do Bełkotki
2. Pomnik Wincentego Pola, 1875 – obok Bełkotki, al. W. Pola
3. Obelisk Władysława Bełzy – obok starego stoku slalomowego, za boiskiem Orlik, al. Leśna
4. Obelisk w miejscu najstarszej kaplicy zdrojowej, 1925 – przy przystanku autobusowym, pl. W. Oczki
5. Pomnik doktora Wojciecha Oczki, 1978 naprzeciw przystanku autobusowego, pl. W. Oczki
6. Tablica upamiętniająca ofiary II wojny światowej z Iwonicza-Zdroju – na starym kościele, al. Parkowa
7. Tablica pamiątkowa upamiętniająca szpital partyzancki 1984 – na sanatorium Sanato, ul. Kulczyńskiego
8. Tablica poświęcona Rzeczypospolitej Iwonickiej, 2004 – Krzyż Milenijny przy przystanku autobusowym
9. Pomnik Teodora Torosiewicza, 2005 – obok hotelu Pod Jodłą, al. Torosiewicza
10. Pomnik Józefa Dietla, 2005 – przed Starym Pałacem, pl. Dietla
11. Pomnik Jana Pawła II – obok kościoła
12. Pomnik pomordowanych na Wschodzie i Droga Krzyżowa Golgota Wschodu – las za kościołem, al. Parkowa
13. Tablica pamiątkowa pamięci dr. J. Aleksiewicza, 2007 – sanatorium Stare Łazienki, pl. Dietla
14. Tablica pamięci ks. dr. Jana Rąba – na nowym kościele, al. Parkowa

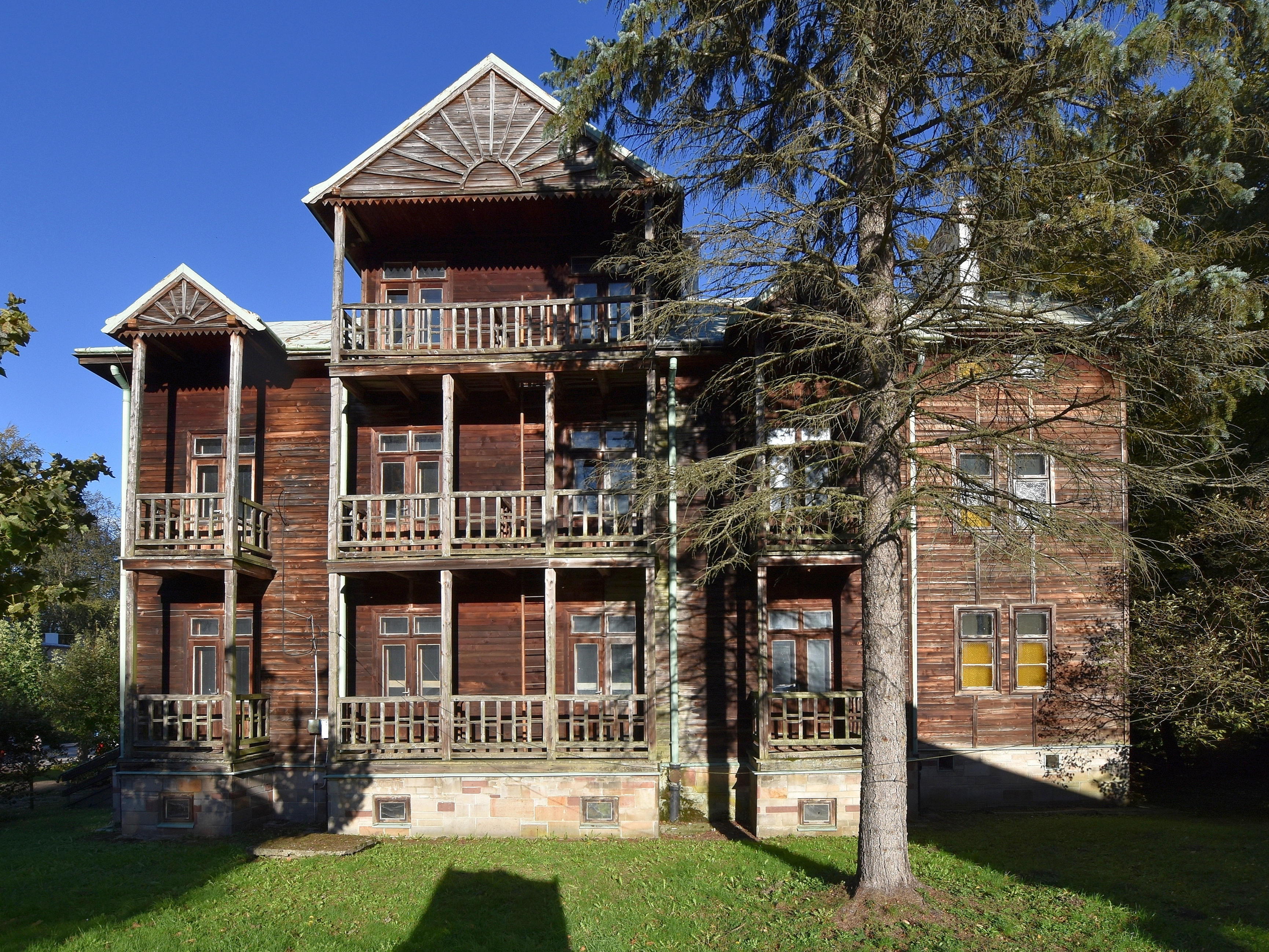
Willa „Mały Orzeł”
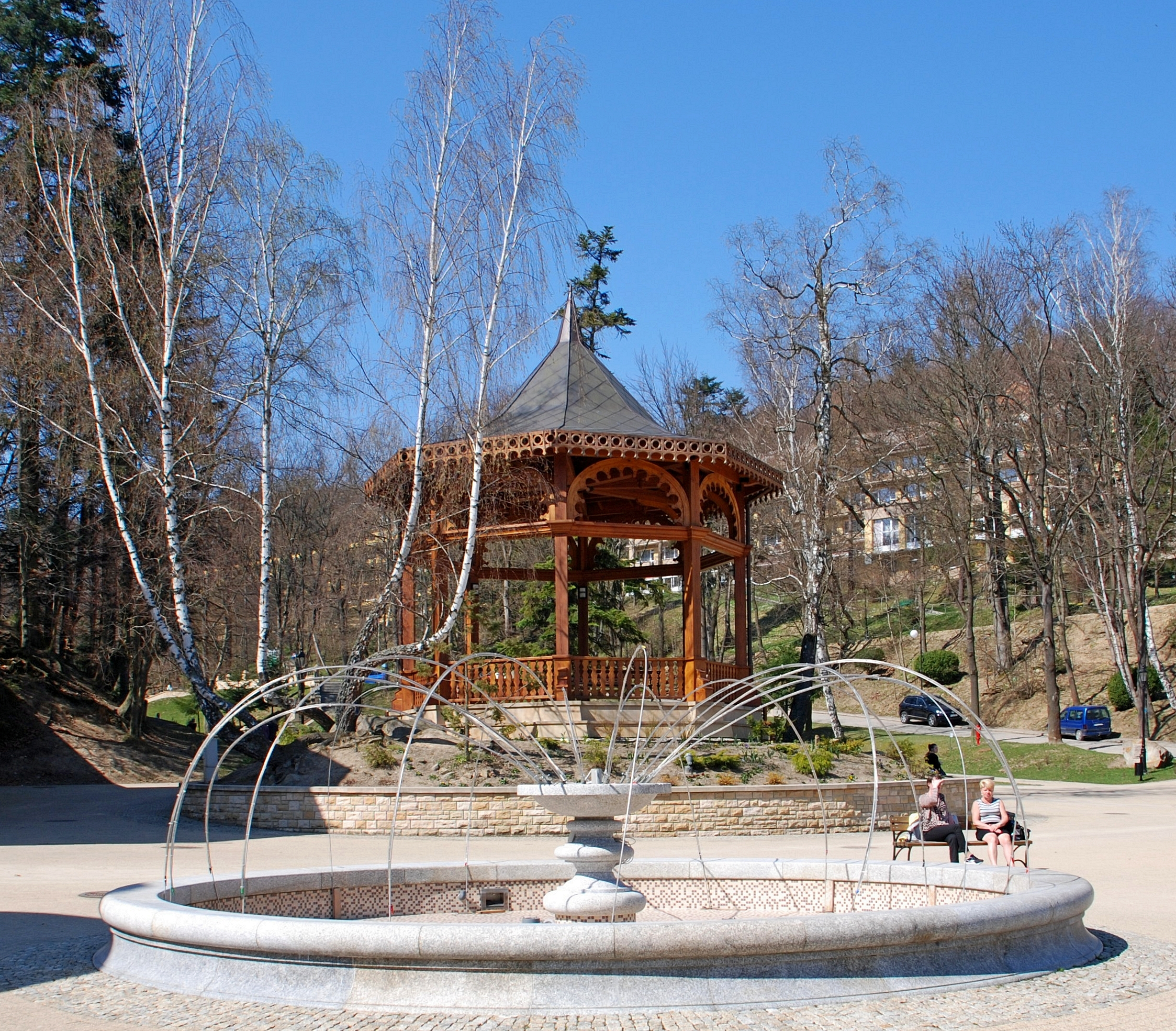
Odbudowana altana Glorietka
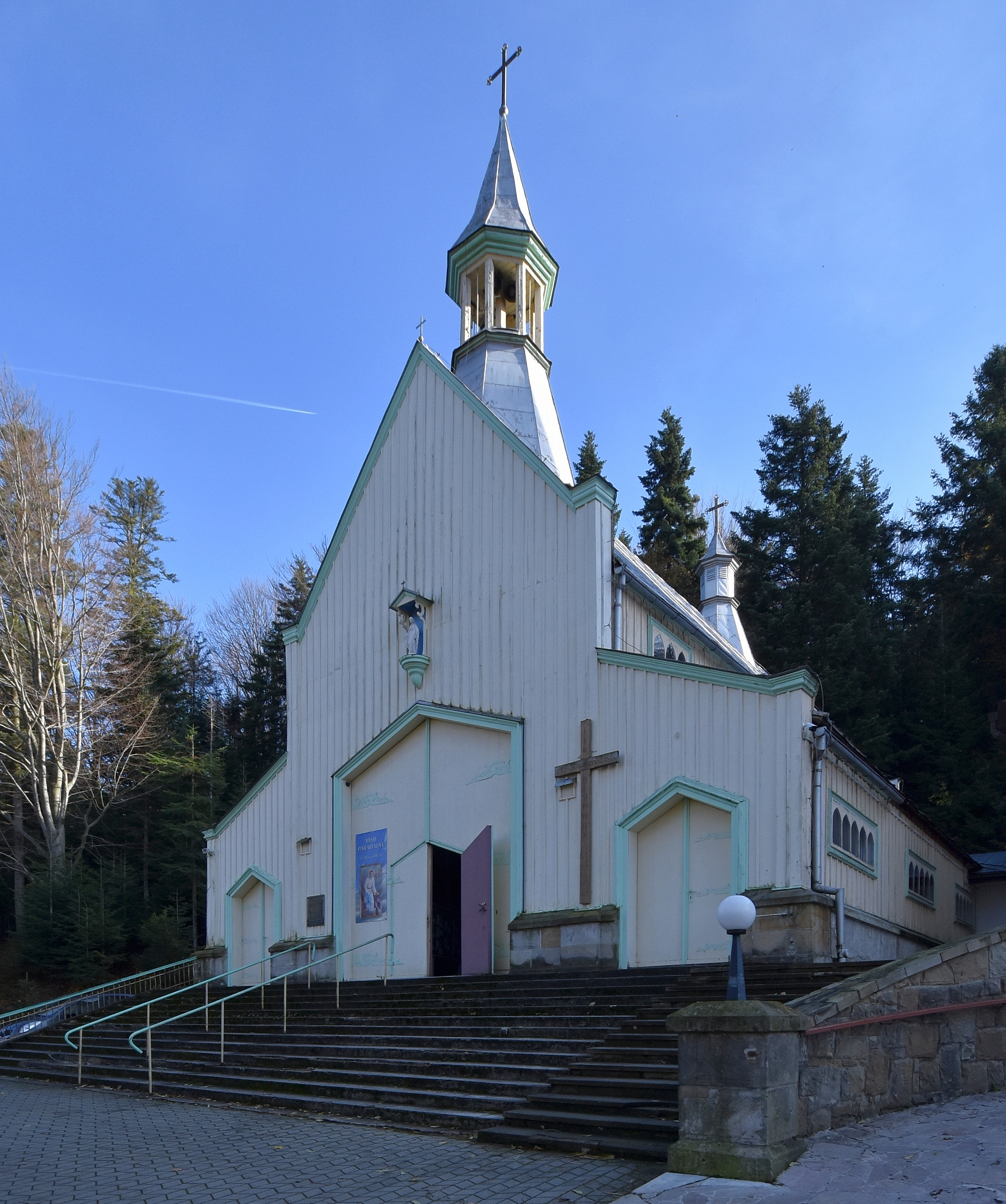
Kościół filialny św. Iwona i Matki Bożej Uzdrowienia Chorych

- Stary Pałac, ob. biura uzdrowiska, al. Torosiewicza 2, drewn., 1840,
- Dom Zdrojowy, ob. Gminny Ośrodek Kultury, kino, pl. Dietla 2, drewn., 1856, 1870, 1950–1956,
- łazienki borowinowe „Pijalnia Wód Mineralnych”, pl. Karola i Józefa Załuskich 2, mur.-drewn., 1860, 1930,
- łazienki mineralne, ob. sanatorium „Stare Łazienki”, pl. Karola i Józefa Załuskich 3, 1870, 1950,
- pawilon źródła „Józefa”, pl. Karola i Józefa Załuskich, k. XIX,
- pawilon „Nad Źródłami”, pl. Karola i Józefa Załuskich, drewn., wzniesiony w roku 1837 nad źródłami Amelii i Karola w kształcie ośmiobocznej altany z charakterystycznymi kolumnami na wysokich postumentach; obok figura Matki Boskiej Przedziwnej z 1891 r., miejsce kultu maryjnego mieszkańców i kuracjuszy[11],
- pensjonat „Bazar”, ob. mieszkania, sklepy, pl. Dietla 3, drewn., 1870,
- pensjonat „Belweder”, ob. pizzeria, ul. Kulczyńskiego drewn., 1880, XX,
- pensjonat „Biały Orzeł”, ob. sanatorium I, ul. Torosiewicza 4, drewn. na kamiennej podmurówce, zbudowany w 1912 r. w stylu szwajcarskim[12],
- komora piwniczna spalonego pensjonatu „Krakowiak”, pl. Karola i Józefa Załuskich 1, 1860,
- pensjonat „Pod Jodłą”, ob. hotel, sanatorium, ul. Torosiewicza 1, 1870, 195,
- pensjonat „Trzy Lilie”, ul. Słoneczna 11, 1925–1926,
- pensjonat „Ustronie”, ob. sanatorium, al. Partyzantów 1, drewn.; dawna willa w stylu szwajcarskim z 1868 r., wzniesiona z inicjatywy rodziny Ostaszewskich, władających niedaleką Klimkówką, z rzeźbionymi balkonami i wieżyczką w pd.-wsch. części fasady[13],
- pensjonat „Zofiówka”, ob. mieszkania, ul. Kulczyńskiego 4, drewn., 1908.

## Demografia
1 stycznia 2012 miasto liczyło 1890 mieszkańców.

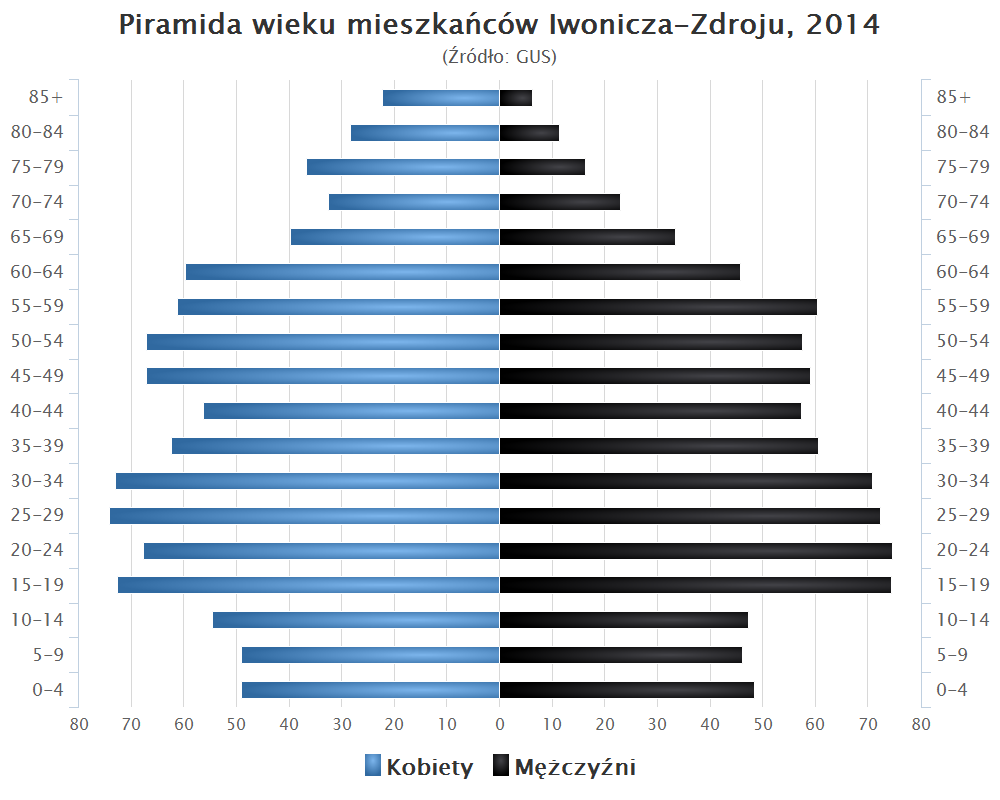
Piramida wieku mieszkańców Iwonicza-Zdroju w 2014 roku

## Transport
Do Iwonicza-Zdroju dociera droga powiatowa Iwonicz-Iwonicz-Zdrój Droga ta łączy się w Iwoniczu z drogą krajową nr 28. Lokalna droga (Aleja Naftowa) umożliwia połączenie Iwonicza-Zdroju z położoną na zachód od niej Lubatową.
Iwonicz-Zdrój ma dobre połączenie z Krosnem. Posiada połączenia autobusowe lub busowe z Jasłem, Katowicami, Kielcami, Krakowem, Leżajskiem, Lublinem, Łodzią, Rzeszowem, Ustrzykami Dolnymi, Warszawą.

## Edukacja
- Przedszkole Gminne im. Jana Pawła II
- Szkoła Podstawowa im. ks. dr. Jana Rąba
- Zespół Szkół Gastronomiczno-Hotelarskich im. dr. J. Aleksiewicza

## Religia
Kościół katolicki
- Parafia św. Iwona w Iwoniczu-Zdroju

Świadkowie Jehowy
- zbór Iwonicz Zdrój[17]

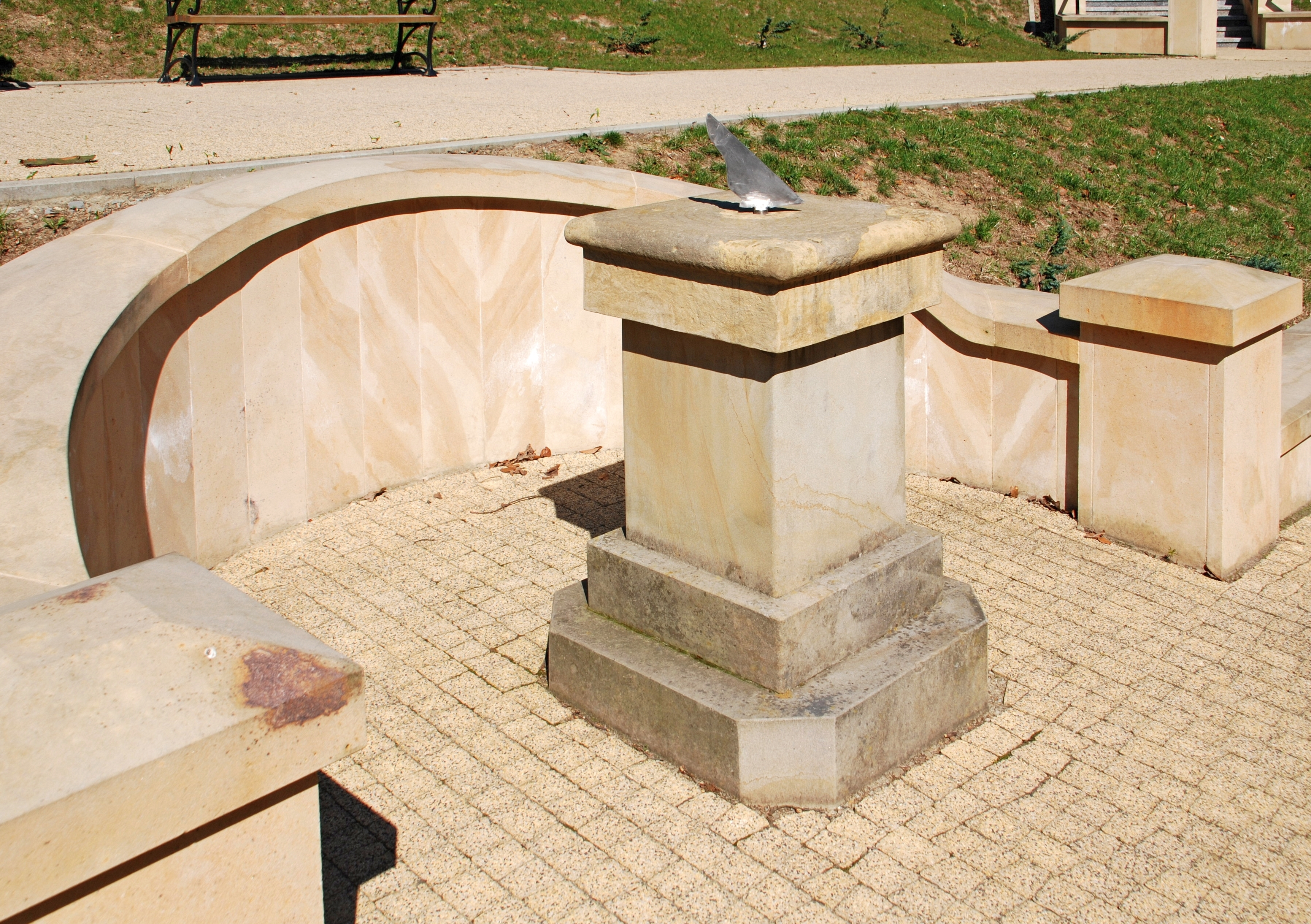
Park Zdrojowy, zegar słoneczny
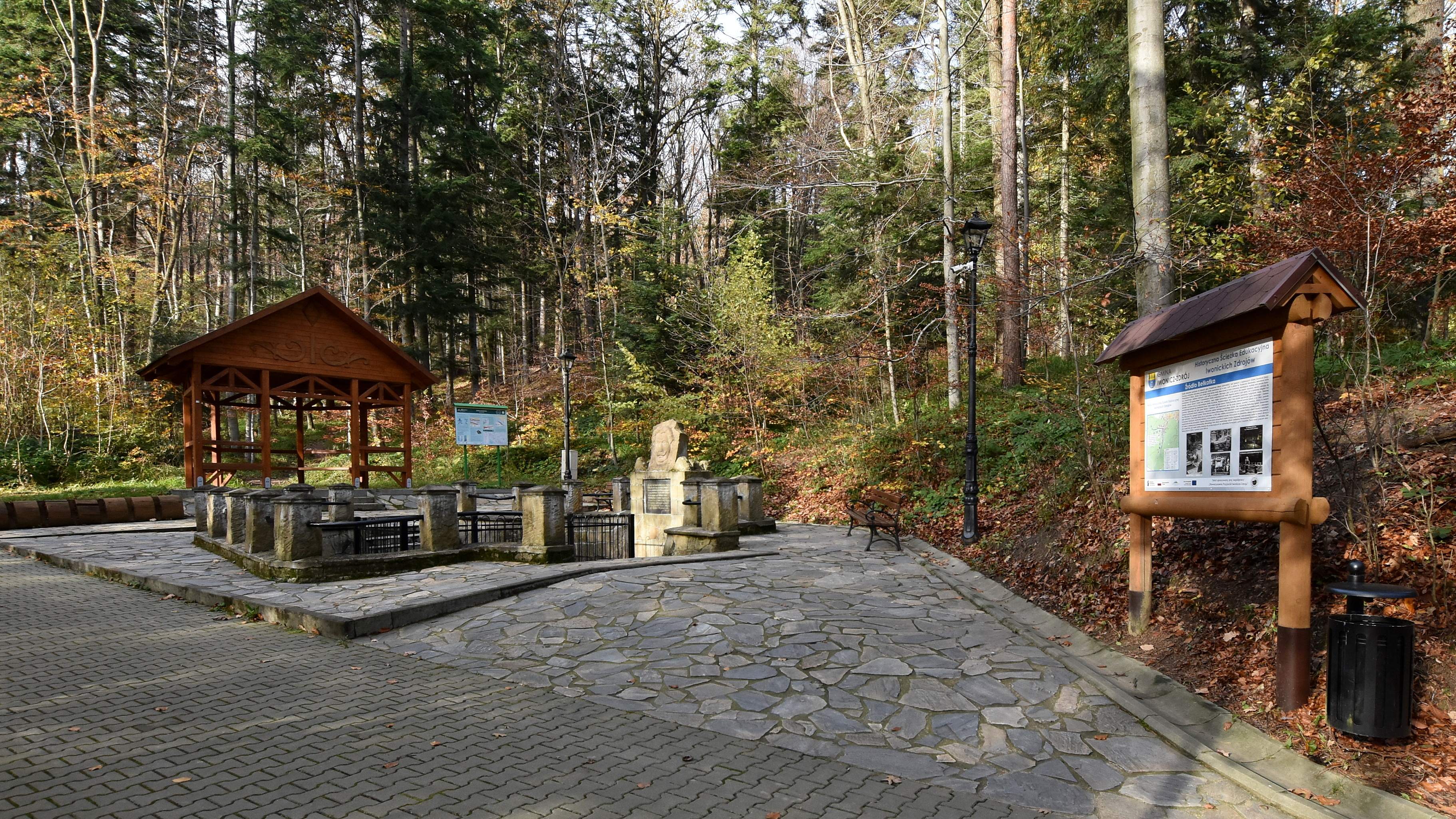
Źródło Bełkotka
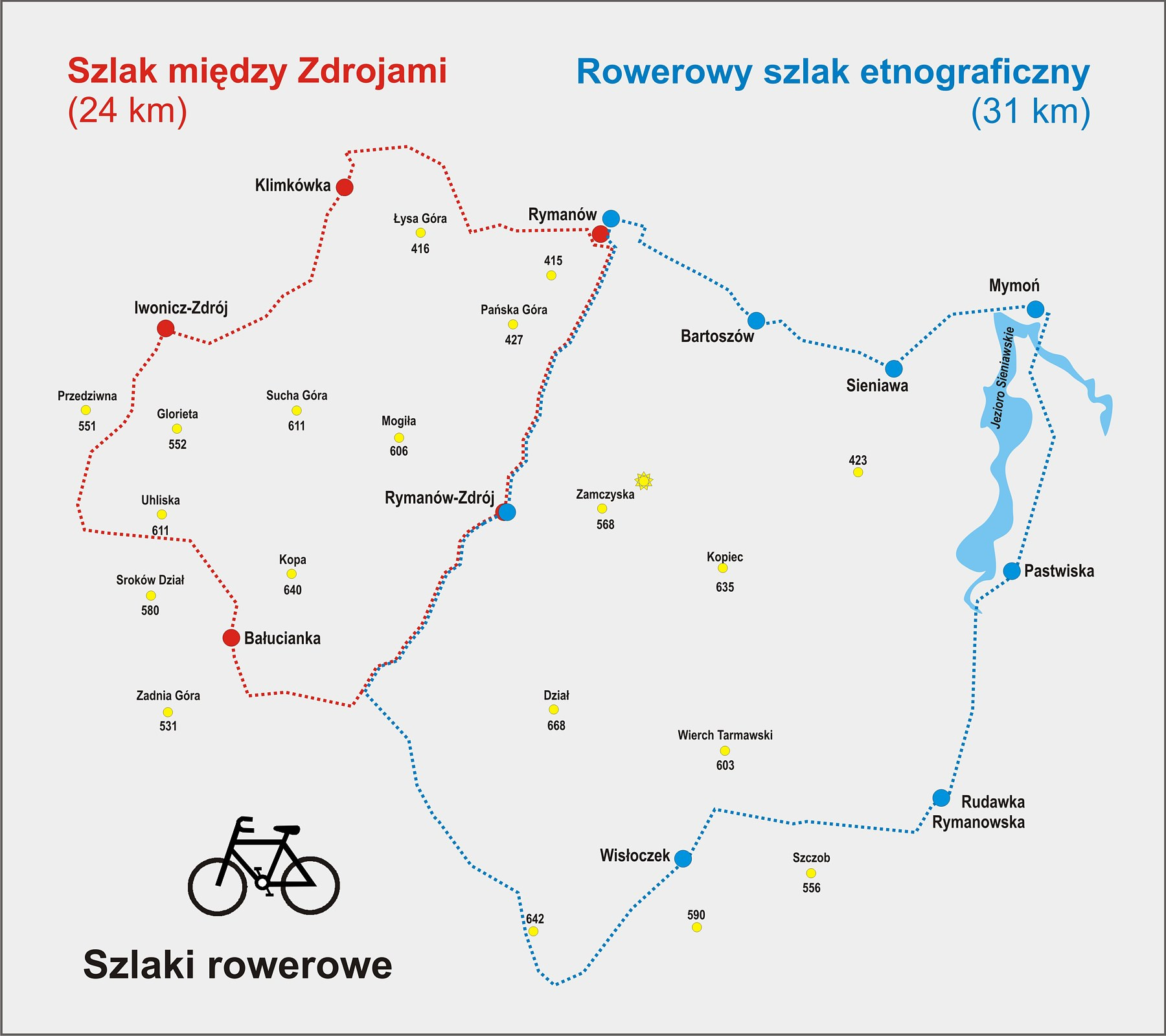
Szlaki rowerowe

## Turystyka
Szlaki piesze
- Główny Szlak Beskidzki. Trasa: Iwonicz-Zdrój – Rymanów-Zdrój – około 2,5 godziny.

Szlaki lokalne (spacerowe)
- Rymanów-Zdrój 2 h przez Górę Przymiarki 1:15 h
- Klimkówka (Kościółek Świętokrzyski) 1:10 h

Ścieżki spacerowe
- Las Piekliska (kapliczka) 1 h (szlak im. J.F. Piwarskiego)
- Bałucianka (cerkiew) 1:40 h przez Górę Przymiarki 1:15 h (szlak Łemkowski)
- Warzelnia soli 1:15 h przez

 źródło Bełkotka 0:15 h (szlak im. W. Pola)
- Góra Żabia 1 h (szlak im. W. Bełzy)
- Las Grabiński 1:30 h przez Cyrenajkę 0:50 h (szlak Armii Krajowej)

Szlaki rowerowe
- Szlak Między Zdrojami – 24 km. Pętla: Iwonicz-Zdrój, Klimkówka, Rymanów, Rymanów-Zdrój, Bałucianka i powrót do Iwonicza-Zdroju.

## Sport
Na początku lat 60. Iwonicz-Zdrój był określany jako zimowa stolica województwa rzeszowskiego.